# Franz Kafka
Franz Kafka (csehül: František Kafka; Prága, 1883. július 3. – Kierling, ma Klosterneuburg része, 1924. június 3.) német nyelven alkotó csehországi születésű, zsidó író, a 20. századi irodalom egyik legkiemelkedőbb alakja. Műveiben a realizmus és a fantasztikum keveredik, tipikus szereplői elszigetelt emberek, akik furcsa, vagy szürreális helyzetekbe kerülnek, netán érthetetlen társadalmi és bürokratikus erőkkel kerülnek szembe. Ezt úgy értelmezték, hogy Kafka az elidegenedés, a félelem, a bűntudat és az abszurditás témáit vizsgálja. Legismertebb művei Az átváltozás, A per és A kastély. A kafkai kifejezést a műveiben gyakran előforduló abszurd, szürreális szituációkhoz hasonló helyzetekre használják.
Kafka középosztálybeli, németül beszélő zsidó családba született a Cseh Királyság fővárosában, Prágában, amely akkor az Osztrák–Magyar Monarchia része volt. Jogásznak készült, és tanulmányait követően egy biztosítótársaságnál helyezkedett el. Az írással csak szabadidejében foglalkozott. Élete során levelek százait írta családjának, közeli barátainak és édesapjának, akivel feszült és formális volt a kapcsolata. Több nőt is eljegyzett, de sosem házasodott meg. 1924-ben gümőkórban hunyt el, mindössze 40 évesen.
Életében kevés műve jelent meg: csak a Szemlélődés és az Egy falusi orvos című novellagyűjteményei, illetve külön történetek jelentek meg irodalmi lapokban, például Az átváltozás, de nem arattak komolyabb sikert. Végrendeletében Kafka arra utasította Max Brod barátját és irodalmi hagyatékának kezelőjét, hogy semmisítse meg befejezetlen műveit, valamint A per, A kastély, az Amerika regényeit. Brod azonban nem tette ezt, hanem gondoskodott arról, hogy kiadják a műveket. Kafka írói munkássága a 20. és 21. század íróinak, kritikusainak, művészeinek és filozófusainak széles körére hatott.
Én intenzíven magamba szívtam annak a kornak minden negatív elemét, amelyben éltem.

## Életpályája

### Etnikai, kulturális háttere
Franz Kafka fiatalkorában Prágában kb. 400 000 cseh és 10 000 német mellett 25 000 olyan németajkú zsidó polgár élt, akik a német kultúrához kapcsolták magukat. Ez utóbbi réteg képezhette Kafka irodalmi tevékenységének társadalmi bázisát, amely kis szigetként egzisztált, távol a német nyelv, a német kultúra centrumaitól. Ez a kis sziget ráadásul egyre fogyatkozott: míg 1880-ban Prága lakosságának még 15,5%-a volt német (nyelvű), 1900-ban már csak 7,5%-a. A prágai német zsidók túlnyomó többségét ezen felül háromszoros gettó különítette el a cseh néptől: németségük, zsidóságuk, polgári mivoltuk.

### Családja

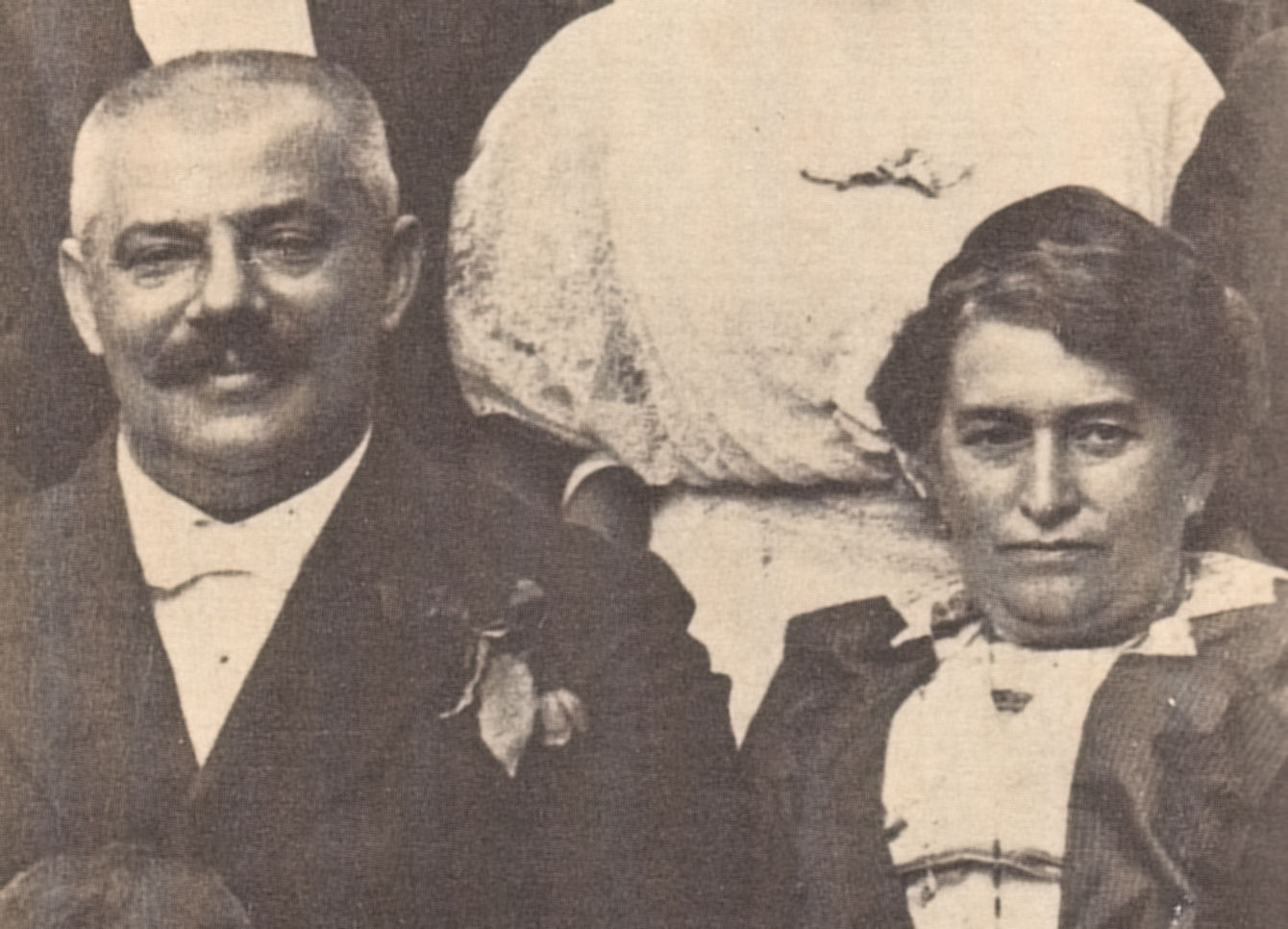
Hermann és Julie Kafka

Kafka az Osztrák–Magyar Monarchia részét képző Prágában, az Óváros tér közelében született. Szülei középosztálybeli askenázik voltak. Édesapja, Hermann Kafka (1854–1931) volt Jakob Kafka negyedik gyermeke. Jakob shochet, azaz sakter volt Osekben, a nyugat-bohémiai, Strakonice közeli, jelentős zsidó lakossággal rendelkező faluban. Hermann a családdal együtt Prágába költözött. Először utazó értékesítési ügynökként dolgozott, majd rövidáru nagykereskedést nyitott. Az üzlet jól ment, előfordult, hogy 15 alkalmazottat is foglalkoztatott. Vállalkozásának cégére egy csóka (csehül: kavka, kiejtve kafka) volt. Édesanyja, Julie (1856–1934), Jakob Löwy jómódú poděbrady kiskereskedő lánya volt, és jobb oktatásban részesült, mint férje.

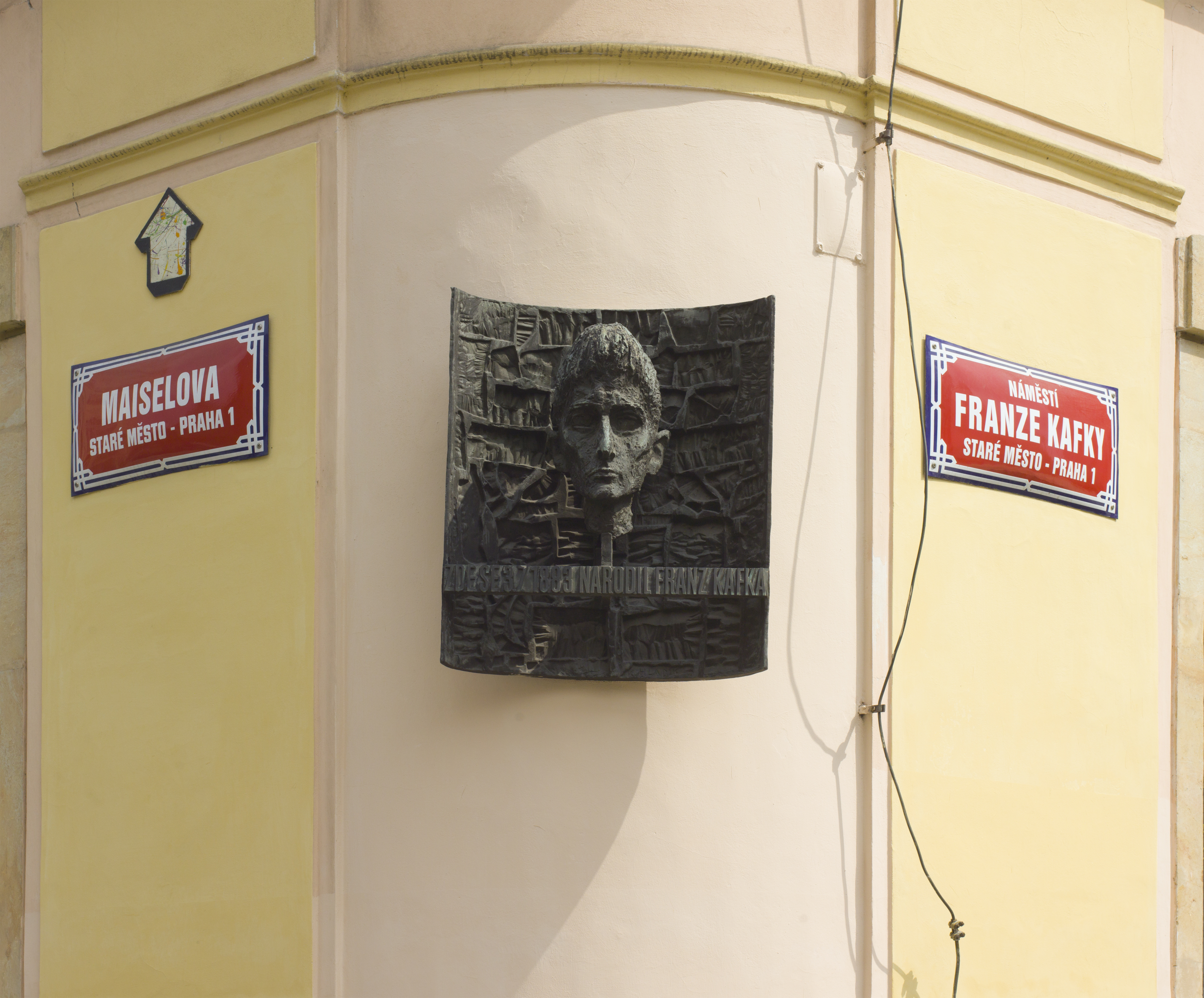
Emléktábla Prágában, Kafka szülőhelyénél, Karel Hladík és Jan Kaplický tervezte 1966-ban

Kafka szülei feltehetően jiddissel kevert német nyelven beszéltek, melyet ekkor gyakran pejoratívan Mauscheldeutschnak (kb. „szegényzsidók némete”) neveztek. De mivel a német nyelv számított a társadalomban való előbbre jutás eszközének, gyermekeiket a hochdeutsch beszélésére bátorították. Összesen hat gyermekük született, közülük Franz volt a legidősebb. Két öccse, Georg és Heinrich még csecsemőként, Franz hétéves kora előtt elhunytak, három húga Gabriele („Ellie”, 1889–1944), Valerie, „Valli”, 1890–1942) és Ottilie („Ottla”, 1892–1943). Mindannyian a holokauszt áldozatai lettek, Vallit 1942-ben deportálták a łódźi gettóba, ez róla az utolsó adat. Ottilie volt Kafka kedvenc húga.
Stanley Corngold életrajzíró Hermannt „hatalmas, önző, erőszakos üzletembernek” jellemzi, míg Franz Kafka leírása szerint „igazi Kafka testi erőben, egészségben, étvágyban, hangerőben, ékesszólásban, önelégültségben, dominanciában, állóképességben, lélekjelenlétben és az emberi természet ismeretében.” Munkanapokon mindkét szülő elment otthonról, Julie Kafka naponta 12 órát dolgozott, hogy jól menjen a családi üzlet. Ennek következtében Franz gyermekkora magányos volt, a testvéreket nagyrészt a nevelőnők és szolgák nevelték. Kafka rossz viszonya apjával, melyről Levél apámhoz című, több mint százoldalas művében ad tanúbizonyságot, innen eredeztethető. A műben kifogásolja édesapja tekintélyelvűségét és nagy igényeit. Édesanyja, ezzel szemben, csendes és félénk volt, és jelentős hatást gyakorolt fia műveire.
A Kafka családdal, egy szűk lakásban élt egy cselédlány is. A viszonylagos jólét ellenére Franz szobája gyakran hideg volt. 1913 novemberében a család nagyobb házba költözött, habár Ellie és Valli ekkorra már megházasodott, és nem éltek velük. 1914 augusztusában, nem sokkal az első világháború kitörése után, a nővérek (mindkettejüknek volt már gyermeke) férjeik bevonultatása miatt visszaköltöztek a családhoz. Franz később, 31 évesen Valli korábbi lakásába költözött, ekkor élt először egyedül.

### Tanulmányai
1889–1893 között Kafka a Masný trhen (németül: Fleischmarkt (húspiac), ma Masná utca) található Deutsche Knabenschuléba (német fiúiskola) járt. Vallási nevelése 13 éves korában a bar-micvóval ért véget. Sosem szeretett a zsinagógába járni, minden évben csak a négy fő ünnepen tette ezt meg édesapjával.

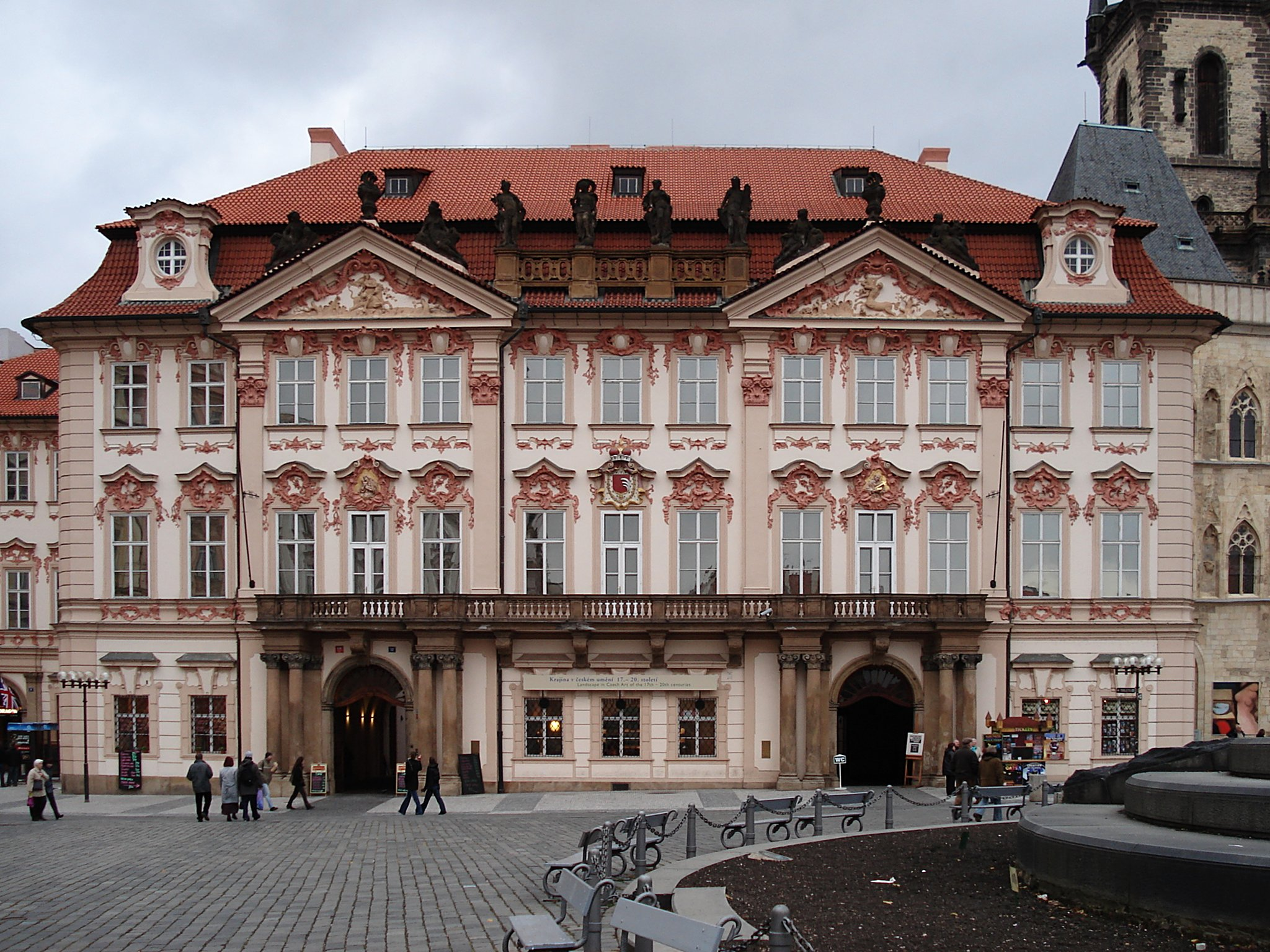
A Kinský-palota, ahová Kafka középiskolába járt, édesapjának pedig boltja volt itt

Az általános iskola után, 1893-ban a szigorúan klasszikus irányú állami Altstädter Deutsches Gymnasiumba került, amely az Óváros téren, a Kinský-palota épületében működött. Az oktatás nyelve a német volt, de Kafka csehül is megtanult írni és olvasni. Nyolc évig tanulta a cseh nyelvet a gimnáziumban, és jó jegyeket kapott. Habár sokan dicsérték cseh tudását, ő soha nem állította magáról, hogy folyékonyan beszéli a nyelvet. Németül viszont cseh akcentussal beszélt. 1901-ben érettségizett.
Ugyanebben az évben kezdte el tanulmányait a Deutsche Karl-Ferdinands-Universitäten. Kezdetben kémiát tanult, de két hét után jogra váltott. Bár ez a terület sem hozta lázba igazán, de nagyobb karrierlehetőséget kínált, ami tetszett édesapjának. Továbbá a jog hosszabb tanulmányokat igényelt, így Kafkának maradt ideje németet és művészettörténetet is tanulni. Csatlakozott a Prágai Német Diákok Olvasó és Előadó Házában (Lese- und Redehalle der Deutschen Studenten) működő, irodalommal és művészetekkel foglalkozó diákkörhöz is, amely irodalmi esteket, felolvasásokat és még sok mást szervezett. Kafka barátja volt a filozófiát tanuló Felix Weltsch újságíró, a varsói haszid családból származó Icchak Löwy színész, Oskar Baum és Franz Werfel írók.
Első tanulmányi évének végén találkozott a szintén jogot tanuló Max Broddal, akivel életre szóló barátságot kötött. Brodnak hamar feltűnt, hogy bár Kafka igen félénk volt, és ritkán szólalt meg, de mondanivalója általában mély jelentéssel bírt. Kafka egész életében falta a könyveket, Brod kezdeményezésére együtt olvasták Platón Prótagoraszát ógörögül, Flaubert francia nyelvű Érzelmek iskoláját, a Szent Antal megkísértetését pedig Kafka javasolta. Kafka Dosztojevszkijt, Flaubert-t, Gogolt, Franz Grillparzert és Heinrich von Kleistet „valódi vértestvéreinek” nevezte. A cseh irodalom is érdekelte, Goethe műveit is örömmel forgatta. 1906. július 18-án lett jogi doktor, majd kötelező egyéves fizetés nélküli szolgálatát töltötte polgári és büntetőbíróságokon.

### Munkája

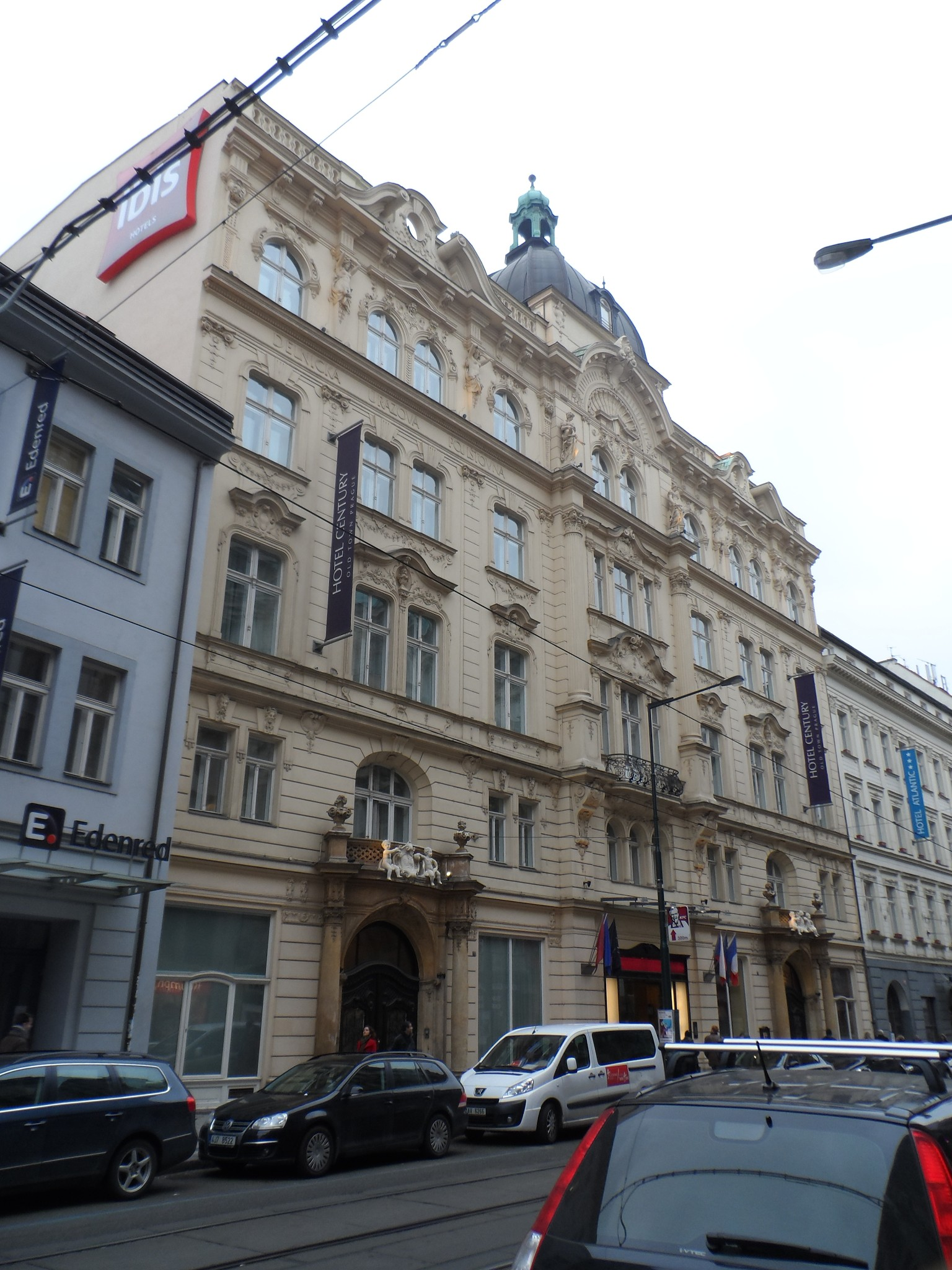
A Munkás Balesetbiztosító Intézet korábbi székhelye

1907. november 1-jén munkába állt az Assicurazioni Generali olasz biztosítótársaságnál, ahol majdnem egy évig dolgozott. Levelezéséből kiderül, elégedetlen volt a hosszú munkaidővel, mert ez csaknem lehetetlenné tette, hogy az írással foglalkozzon, ami pedig fontos volt számára. 1908. július 15-én felmondott, és két héttel később a Cseh Királyság Munkás Balesetbiztosító Intézeténél kezdett dolgozni, ahol a rugalmasabb munkabeosztás több időt engedett az írásra. Feladata a gyári munkások személyi sérüléseinek kivizsgálása és véleményezése volt. A személyi sérüléssel járó üzemi balesetek a hiányos munkavédelem miatt mindennaposak voltak, különösen az esztergálás, fúrás, fémforgácsolás, és a rotációs fűrészelés közben.
Peter Drucker menedzsment professzor szerint Kafka volt, aki először javasolta védősisak viselését, de ezt hivatalos dokumentumok nem támasztják alá. Édesapja ezt a munkát gyakran Brotberufnak titulálta, azaz olyan munkának, amelyet csak azért végeznek, hogy ki tudják fizetni a számlákat, Kafka ezzel nem értett egyet. Gyorsan haladt felfelé a ranglétrán, hozzá tartoztak a kártérítési igények feldolgozása és vizsgálata, jelentések írása, üzletemberek fellebbezéseinek kezelése amiatt, hogy cégüket túl magas kockázati kategóriába tették, aminek következtében magasabb biztosítási díjat kellett fizetniük. Több ízben is ő állította össze az intézet éves beszámolóját, felettesei megelégedésére. Általában délután 2-kor szabadult a munkából, így bőven maradt ideje az írásra. Édesapja is azt várta tőle, hogy besegítsen az üzletben, és átvegye a jól menő családi rövidáru kereskedést. Utolsó éveiben betegsége megakadályozta, hogy a biztosítónál dolgozzon, de írni sem tudott. Évekkel később Brod megalkotta a Der enge Prager Kreis, azaz „A szűk prágai kör” kifejezést. Ebbe olyan írók tartoztak, mint Kafka, Felix Weltsch vagy ő.
1911 végén Elli férje, Karl Hermann és Kafka közösen indították el az első prágai azbesztgyárat, a Prager Asbestwerke Hermann & Co-t, melybe a hozománypénzt fektették be. Kafka nagy lelkesedéssel fogott munkához, de aztán rájött, hogy a munka csak az írástól veszi el idejét. Ekkor kezdett érdeklődni a jiddis színház előadásai iránt. 1911 októberében látott először ilyet, a következő hat hónapban „elmerült a jiddis nyelv és irodalom tanulmányozásában”. Ez volt a judaizmus iránti növekvő érdeklődésének kezdete, ekkoriban lett vegetáriánus is. 1915 körül kapta meg behívóját az első világháborúban hadviselő félként részt vevő Császári és Királyi Hadseregbe. A biztosítótársaság el tudta intézni, hogy halasztást kapjon, mivel munkáját fontosnak ítélték a kormány számára. Később önként jelentkezett katonának, de a gümőkórhoz kapcsolódó egészségügyi problémái miatt alkalmatlannak minősítették. A betegséget 1917-ben diagnosztizálták nála. 1918-ban már munkáját sem tudta rendesen ellátni, ezért a munkaadója nyugdíjba helyezte. Erre a betegségre ekkor még nem ismertek gyógymódot. Élete hátralevő részének jelentős hányadát, egyre rosszabb állapotban, szanatóriumokban töltötte.

### Magánélete

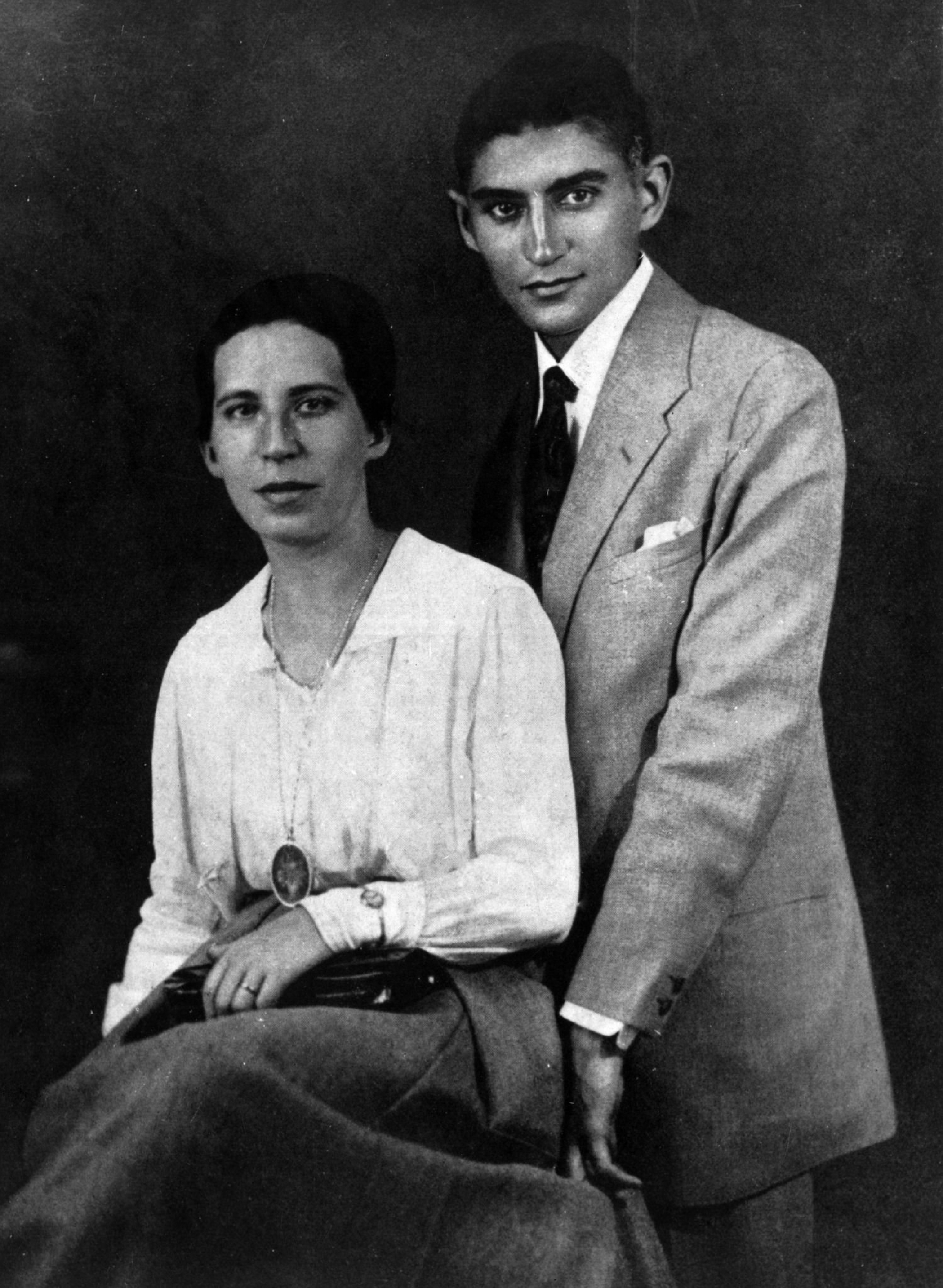
Felice Bauer

Kafka sosem nősült meg, bár a gyermekeket és a házasságot nagy becsben tartotta, és több barátnője is volt. Brod szerint „kínozta” a szexuális vágy, míg Kafka életrajzírója, Reiner Stach szerint az író élete tele volt „szüntelen nőzéssel” és a „szexuális kudarctól” való félelemmel. Felnőtt élete legnagyobb részében bordélyházakat látogatott, a pornográfia is érdekelte. Több nővel is közeli kapcsolatot ápolt. 1912. augusztus 13-án ismerte meg Brod rokonát, Felice Bauert, aki egy diktafonvállalat képviselőjeként dolgozott Berlinben. Egy héttel Brod otthonában való találkozásuk után Kafka így írt naplójában:
FB kisasszony. Mikor augusztus 13-án megérkeztem Brodhoz, az asztalnál ült. Egyáltalán nem érdekelt, hogy ki ő, inkább csak éppen akkor elfogadtam. Csontos, kifejezéstelen arc, ami nyíltan ürességet árasztott. Nyaka fedetlen. Sebtében felvett blúz. Nagyon otthoniasnak nézett ki a ruhájában, bár mint később kiderült, egyáltalán nem volt az. (Elidegenítem magam tőle egy kicsit, mivel túl közelről szemlélem…) Majdnem törött orr. Szőke, egyenes szálú, cseppet sem vonzó haj, erős áll. Akkor néztem rá először közelről, amikor helyet készültem foglalni, és amikor leültem, már megváltoztathatatlan véleményem volt róla.

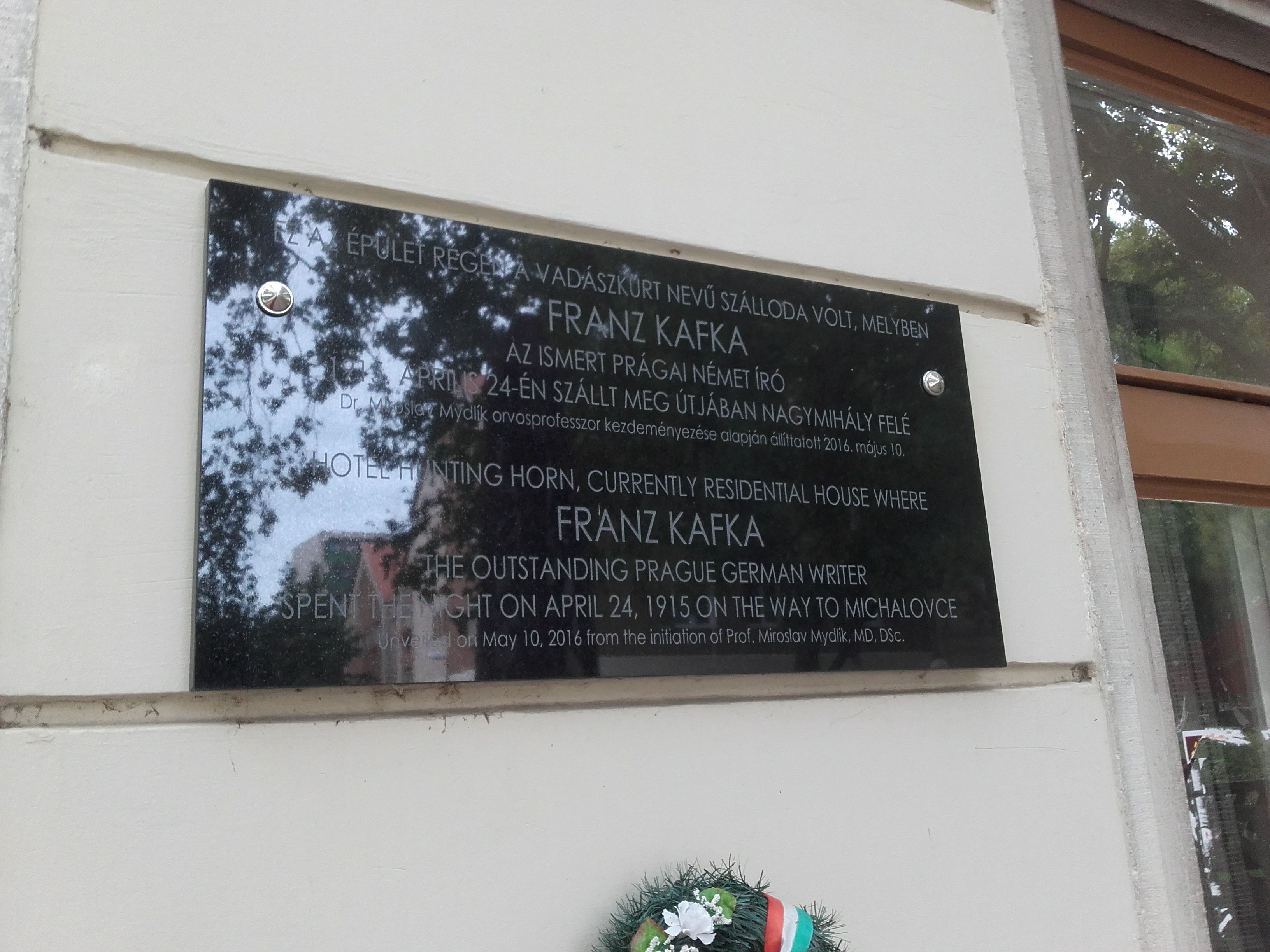
Emléktáblája Sátoraljaújhelyen

Nem sokkal ezután, mindössze egy éjszaka alatt írta meg Az ítélet című történetet, de az Amerikával és Az átváltozással is gyorsan haladt. A következő öt évben főleg leveleztek, ritkán találkoztak, de kétszer eljegyezték egymást. Ezeket a leveleket később Levelek Felicének címen adták ki, a lány levelei nem maradtak fent. Stach és James Hawes életrajzírók szerint 1920-ban Kafkának volt harmadik eljegyzése is, egy szegény és tanulatlan szobalánnyal, Julie Wohryzekkel. Bár együtt béreltek lakást, és az esküvő időpontját is kitűzték, mégsem házasodtak össze. Kafka ekkoriban kezdte a Levél apámhozt összeállítani, aki ellenezte a kapcsolatot Julie cionista nézetei miatt. A kitűzött dátum előtt azonban egy másik nővel kezdett találkozgatni. Miközben vágyott a párkapcsolatra, nagyon kevés volt az önbizalma, és különösen a testével kapcsolatban voltak aggályai: nem érezte magát elég férfiasnak. Magyar vonatkozású érdekesség, hogy Felice nővére, Else, Aradra ment férjhez és őt, illetve katonáskodó sógorát, Elli húga férjét, látogatta meg Kafka Felice Bauer társaságában Budapesten, illetve Budapest és Sátoraljaújhely (a Ronyva-parti városban emléktábla őrzi látogatásának emlékét) érintésével Nagymihályon.
Stach és Brod szerint miközben Felice Bauerrel élt, annak barátnőjével, a berlini zsidó Margarethe „Grete” Blochhal is viszonyt folytatott. Brod szerint fiúk is született, habár Kafka nem tudott erről. A fiú, akinek a neve nem ismert, 1915-ben vagy 1916-ban született Berlinben, és 1921-ben hunyt el Münchenben. Peter-André Alt, Kafka életrajzírója azonban azt állítja, hogy bár Grete Blochnak született fia, de nem Kafka volt az apja, mert Gretevel sosem folytatott intim viszont. Stach kiemeli, hogy sok az ellentmondás Kafka apasága körül.
1917 augusztusában diagnosztizáltak nála gümőkórt, ezután pár hétre a csehországi Zürauba (Siřem) utazott, ahol húga, Ottla, Karl Hermann sógorának gazdaságában dolgozott. Kafka kényelmesen érezte magát, később úgy írta, ez volt élete talán legjobb időszaka, mert nem voltak kötöttségei. Továbbra is naplót és úgynevezett Oktavheftét, azaz levelekből összefűzött könyvet vezetett. Az ezekben lévő jegyzetekből Kafka 109 részt választott ki cédulákra, rendezetlenül. Ezek később Töredékek füzetekből és papírlapokról címen kerültek nyomtatásba.
1920-ban kezdett intenzív kapcsolatba Milena Jesenská cseh író-újságíróval. Hozzá szóló levelei később Levelek Milenának címmel jelentek meg. 1923-ban a Balti-tenger melletti Graal-Müritzben vakációzott, itt ismerte meg az ortodox zsidó családból származó 25 éves óvónőt, Dora Diamantot. Hogy kiszakítsa magát családja befolyása alól és az írásra koncentrálhasson, Berlinbe költözött Diamanttal. A lánynak köszönhetően érdekelni kezdte a Talmud is. Négy történeten dolgozott, melyeket Az éhezőművész címen készült kiadni.
Az utóbbi években igen megcsappant az éhezőművészek iránti érdeklődés.

### Személyisége
Kafka egész életében attól tartott, hogy szellemileg és fizikailag visszataszítónak fogják találni. Azonban azokat, akik találkoztak vele, elbűvölte vonzó, fiús, bár puritán külsejével, csendes viselkedésével, intelligenciájával és fanyar humorérzékével. Brod Heinrich von Kleisthoz hasonlította, megjegyezve, hogy mindkét író képes volt egy adott helyzetet precízen, realisztikusan jellemezni. Az egyik legszórakoztatóbb embernek tartotta, akivel valaha találkozott, szerette humorát barátaival megosztani, de jó tanácsokkal is szolgált nekik. Brod szerint olyan volt hallgatni szenvedélyes beszédeit, mintha zene lenne. Legjellemzőbb vonásai szerinte az „abszolút őszinteség” és a „pontos lelkiismeretesség” voltak. Feltűnően mély részleteket tárt fel, olyan dolgokat is, amiket senki más nem vett észre.
Gyermekként nem lelkesedett a testmozgás iránt, de később a játékok és más fizikai aktivitások lekötötték, jól lovagolt, úszott és evezett. Hétvégente hosszú túrákat tett barátaival, amelyeket gyakran ő szervezett. A természetgyógyászat, a modern oktatási módszerek, mint a Montessori-féle pedagógia, és a technikai újdonságok (repülés, film) is érdekelték. Az írás fontos volt számára, „az ima egy formájának” tekintette. Igen érzékeny volt a zajra, csendet szeretett írás közben.
Pérez-Álvarez szerint Kafka talán skizoid személyiségzavarban szenvedett. Stílusa nem csak Az átváltozásban, hanem számos más műben is skizoid jeleket mutatott. A szorongás 1913. június 21-i naplóbejegyzésében tapasztalható először:
Hatalmas világ van a fejemben. De hogyan engedhetném ki anélkül, hogy leszakadna? Inkább legyen ezerszer visszatartva, mint eltemetve. Teljesen világos számomra, hogy ezért vagyok itt.
Feltételezhetően étkezési zavarokban szenvedett. Manfred M. Fichter, a Lajos–Miksa Egyetem Pszichiátriai Klinikájának orvosa szerint „valószínű, hogy Franz Kafka író atipikus anorexia nervosában szenvedett”. Fichter szerint Kafka nemcsak magányos és depressziós, de „esetenként öngyilkos hajlamú” is volt. 1995-ös, Franz Kafka, a zsidó beteg című könyvében Sander Gilman annak járt utána, „miért lehet egy zsidó hipochonder, homoszexuális, és Kafka hogyan birkózott meg a benne rejlő zsidó férfival írásaiban és önképében”. Legalább egyszer, 1912 végén öngyilkosságot kísérelt meg.

### Politikai nézetei
Az első világháború előtt Kafka a Klub Mladých cseh anarchista, antimilitarista és antiklerikális szervezet több gyűlésén is részt vett. Hugo Bergmann, aki általános- és középiskolába is ugyanoda járt, mint az író, utolsó tanulmányi éve alatt veszett össze Kafkával, mert „az ő szocializmusa és az én cionizmusom túl harsány volt”. „Franz szocialista, én cionista lettem 1898-ban. A két irányzat szintézise még nem létezik.” Bergmann szerint Kafka vörös szegfűt viselt az iskolában, kimutatva ezzel szocialista voltát. Az író egy naplóbejegyzésében a befolyásos anarchista filozófusra utalt: „Ne feledjük el Kropotkint!”
A kommunista időszak alatt munkássága igen vitatott volt a keleti blokkban. Olyan szélsőséges vélemények terjedtek el róla, hogy kigúnyolta a hanyatló Osztrák–Magyar Monarchia nehézkes bürokráciáját, vagy hogy ő testesítette meg a szocializmus eljövetelét.  További fontos viszonyítási szempont volt Marx elidegenedés-elmélete is. Míg a hagyományos álláspont az volt, hogy a Kafka által leírt elidegenedés már nem időszerű abban a társadalomban, ami már állítólag megszüntette ezt a jelenséget, születésének 80. évfordulója alkalmából (1963), Liblicében rendezett konferencián is kiemelték műveiből a bürokrácia pontos ábrázolását. Az, hogy Kafka politikai író volt-e, vagy nem, a mai napig vitás kérdés.

### Judaizmus és cionizmus

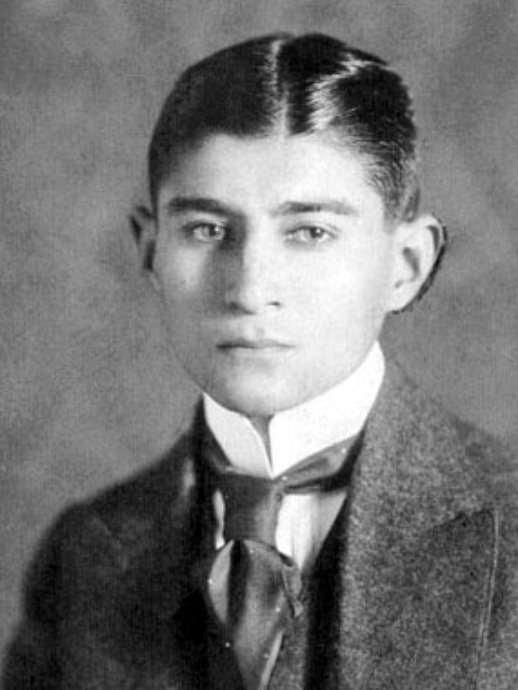
Kafka 1910-ben

Kafka Prágában, németül beszélő zsidóként nőtt fel. Lenyűgözték az askenázik, a kelet-európai zsidók, akiket intenzív lelki életűnek tartott. Ez a nyugati zsidóságban nem volt jelen. Naplója számos utalást tartalmaz jiddis nyelvű írókra. Mégis elidegenedett időnként a judaizmustól, a zsidó élettől: „Mi a közös bennem és a zsidókban? Még önmagammal is alig van közös bennem, és egy sarokba kellene beállnom egészen csendben, és örülni annak, hogy lélegezni tudok. ” Kamaszkorában ateistának vallotta magát.
Hawes szerint bár Kafka teljes mértékben tudatában volt annak, hogy a zsidó közösséghez tartozik, ez a zsidó tudat nem jelent meg műveiben. Hawkes szerint hiányoznak belőlük a zsidó karakterek, jelenetek és témák. Harold Bloom irodalomkritikus szerint bár Kafka nehezen birkózott meg zsidó örökségével, minden kétséget kizáróan zsidó író volt. Lothar Kahn is egyértelműnek tartja ezt: „A zsidóság jelenléte Kafka életművében többé nem lehet vita tárgya”. Pavel Eisner, Kafka egyik első fordítója szerint „A per” a prágai zsidó lét három dimenzióját testesíti meg. A főhőst, Josef K.-t egy német (Rabensteiner), egy cseh (Kullich) és egy zsidó (Kaminer) tartóztatja le. Ő jelképezi a „bűnös vétlenséget”, azt az érzést, ami a modern világban eltölti a zsidót, bár nincs bizonyíték arra, hogy ő maga zsidó.” 
Szomorúság Palesztinában? című esszéjében Dan Miron megvizsgálja Kafka és a cionizmus kapcsolatát: „Úgy tűnik, hogy akik azt állítják, hogy kapcsolatban volt a cionizmussal, és az központi szerepet játszott életében és irodalmi munkásságában, de azok is, akik teljesen tagadják ezt a kapcsolatot, vagy vitatják fontosságát, mind tévednek. Az igazság a kettő közt van”. Kafka Felice Bauerrel, majd Dora Diamanttal is tervezte a kivándorlást a Palesztinába. Berlinben héber nyelven tanult, Brod egy palesztinai barátját, Pua Bat-Tovimot felfogadva, Julius Grünthal és Julius Guttmann rabbik óráit is látogatta a berlini Hochschule für die Wissenschaft des Judentumsban, azaz Zsidó Tanulmányok Főiskolájában.
Livia Rothkirchen Kafkát „korszaka szimbolikus alakjának” nevezte. Kortársai között számos zsidó, cseh és német író volt, akik érzékenyek voltak a zsidó, cseh és német kultúrára. Rothkirchen szerint „ez a helyzet vezetett ahhoz, hogy műveik kozmopolita jellegűek, túlfejtett metafizikai értekezéseket is tartalmaznak. Remek példa erre Kafka”.
Élete vége felé Kafka képeslapot küldött barátjának, a Tel Avivban élő Hugo Bergmannak, amiben megerősítette kiköltözési szándékát, de Bergman nem tudta volna fogadni, mivel kisgyermekei voltak, és félt attól, hogy elkapják az írótól a gümőkórt.

### Halála

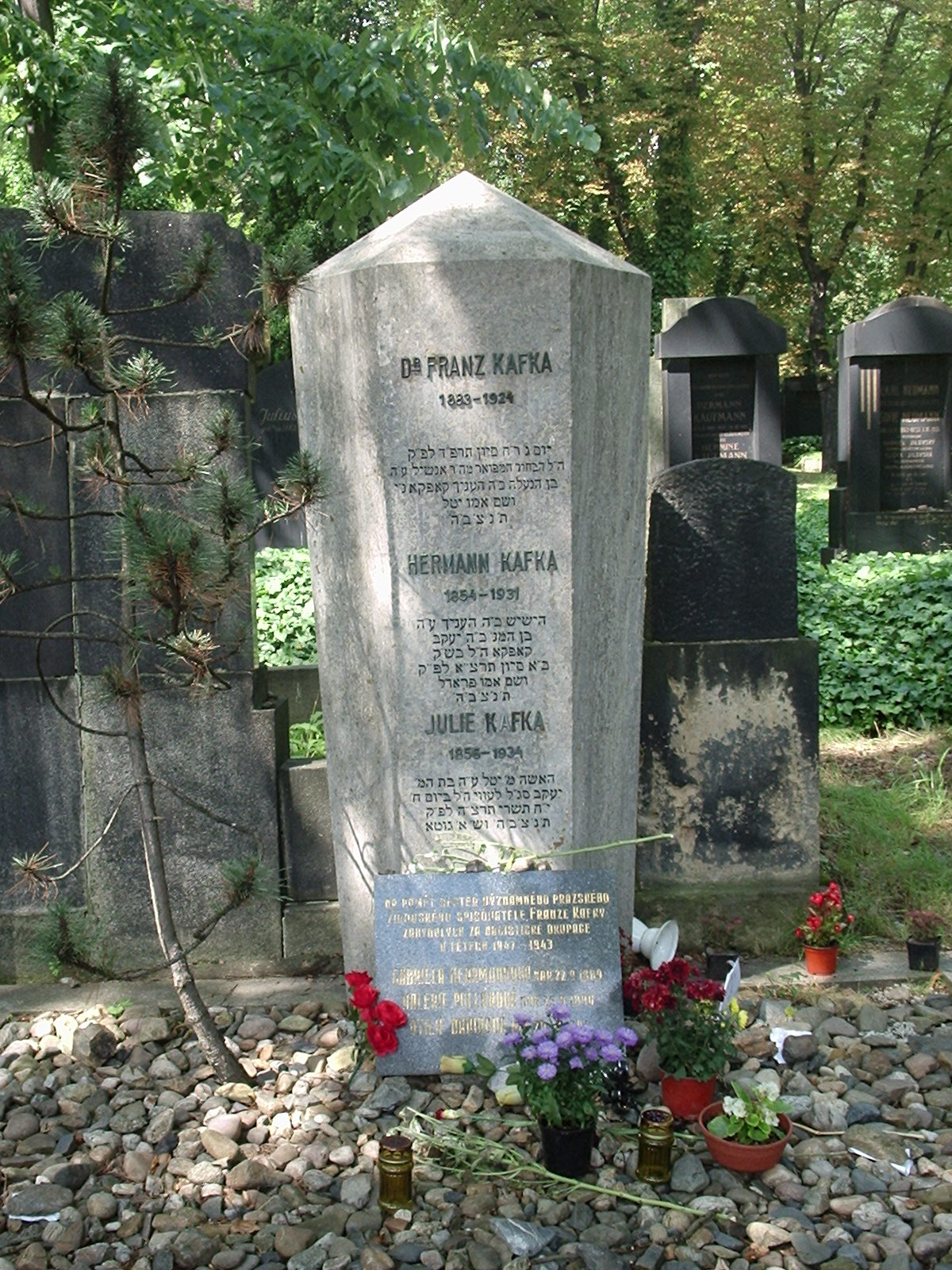
Franz Kafka sírja a prága-žižkovi új zsidó temetőben, Leopold Ehrmann tervezte

Kafka gégegümőkórja rosszabbodott, 1924 márciusában elhagyta Berlint és visszatért Prágába, ahol családja, főleg húga, Ottla, és Dora Diamant viselte gondját. Április 10-én a Bécs melletti Kierlingbe, dr. Hoffmann szanatóriumába utazott kezelésre, és ott hunyt el június 3-án. Halálát feltehetőleg éhezés okozta, mivel a nyelés a torka miatt rendkívüli fájdalommal járt, és az intravénás táplálást akkor még nem fejlesztették ki. Halálos ágyán is Az éhezőművészen dolgozott, amelyet még akkor kezdett írni, amikor még képes volt táplálkozni. Testét visszavitték Prágába, 1924. június 11-én a žižkovi Új Zsidó Temetőben helyezték örök nyugalomra. Kafka élete során ismeretlen volt, de ő a hírnevet nem tartotta fontosnak. Halála után hamar híres lett, különösen a második világháború után. Sírját Leopold Ehrmann építész tervezte.

## Munkássága

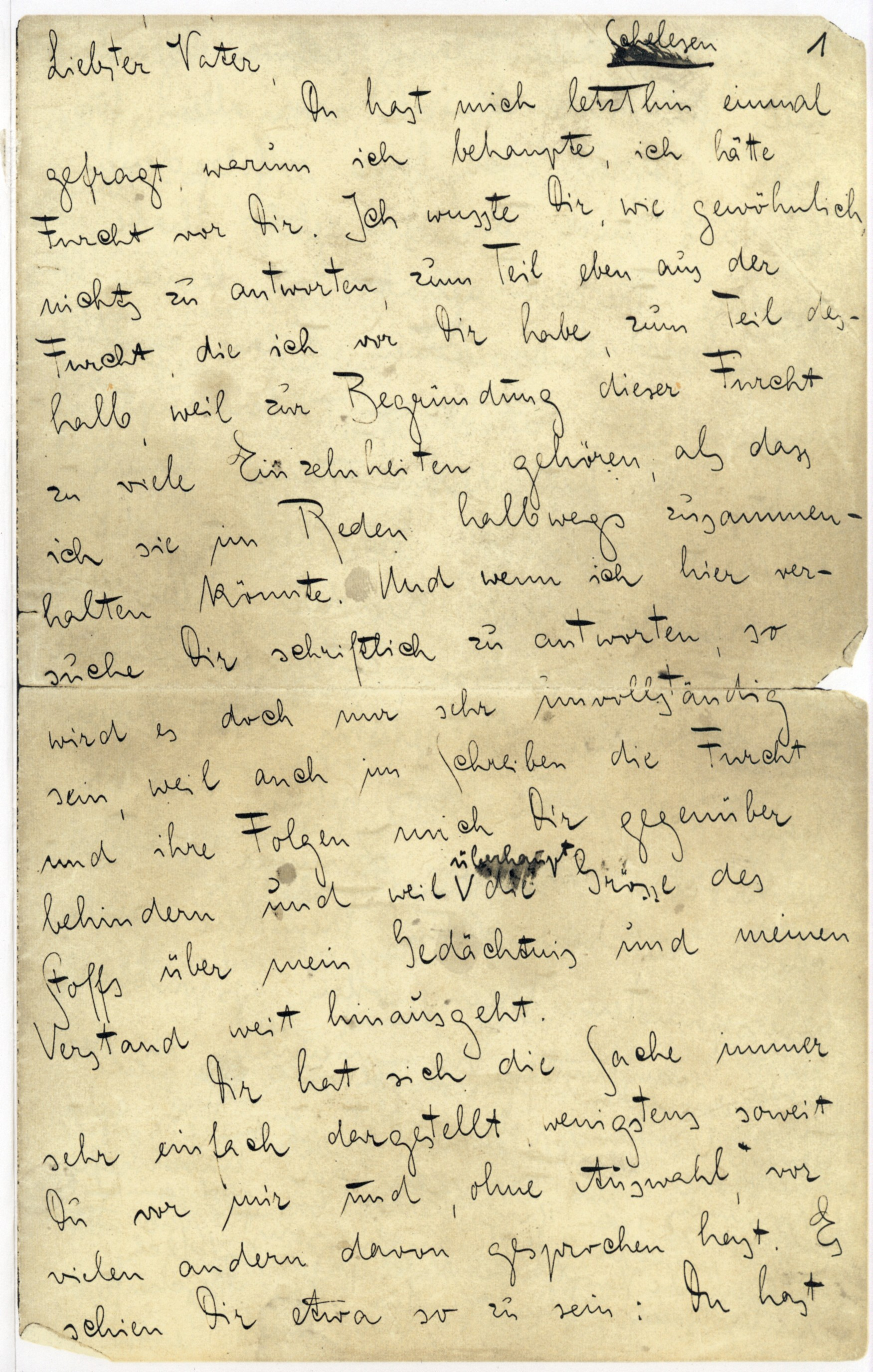
A Levél apámhoz első oldala

Kafka valamennyi kiadott művét németül írta, kivéve a Milena Jesenskának szóló, cseh nyelvű leveleket. Élete során megjelent kevés műve alig keltett figyelmet.
Kafka nem fejezte be egy regényét sem, műveinek nagyjából 90%-át elégette, főleg berlini időszaka során, ekkor Diamant is segített neki az égetésben. Kezdő író korában von Kleist volt rá hatással, akinek munkásságát Bauernek írott egyik levelében ijesztőnek találta, és közelebb érezte magát hozzá, mint saját családjához.

### Novellák
Kafka legkorábbi megjelent műve a Hyperion folyóiratban 1908-ban megjelent nyolc novella volt, melynek a Szemlélődés címet adta. 1904-ben írta Egy küzdelem leírása című novelláját, melyet 1905-ben mutatott meg Brodnak, aki azt tanácsolta neki, folytassa az írást, és aztán nyújtsa be a Hyperionnak. Egy töredéket már 1908-ban kiadott, két másik részt pedig 1909 tavaszán jelentetett meg, mindet Münchenben.
1912. szeptember 22-én éjszaka, hirtelen jött alkotási lázban írta meg az Az ítéletet, amit Felice Bauernek ajánlott. Brod felfedezte, hogy a mű jegyespárja, Georg Bendemann és Frieda Brandenfeld, mennyire hasonlít Kafkához és Felice Bauerhez. Gyakran ezt tartják Kafka áttörést hozó művének. Egy fiú és apja problémás kapcsolatáról szól, ami megváltozik, miután fia eljegyzi Friedát. Kafka későbbi közlése szerint a novellát „testet–lelket teljesen feltárva” írta, a történet „igazi születés volt, szennyben és váladékban”. Először 1912-ben, Lipcsében jelent meg „Felice Bauer kisasszonynak” ajánlva, a későbbi kiadásokban már csak „F.-nek” szerepelt.
1912-ben írta Az átváltozást, 1915-ben jelent meg Lipcsében. A történet szerint egy utazó ügynök úgy ébred, hogy átváltozott egy ungeheueres Ungezieferré, egy szörnyű féreggé. A kritikusok a 20. század legnagyobb hatású fikciós művei között tartják számon. A fegyencgyarmaton című novellája bonyolult kínzásokat és egy rendkívül praktikus kivégző eszközt mutat be, 1914 októberében íródott, 1918-ban átdolgozta, 1919 októberében jelent meg Lipcsében. Az éhezőművész a Die neue Rundschau folyóiratban jelent meg 1924-ben. A novella főszereplője bántva érzi magát, mert nem hiszik el az emberek, hogy nagyon hosszú ideig képes éhezni. Utolsó novellája, amelynek a Josefine, az énekesnő, avagy Az egerek népe címet adta, szintén a művész és a közönség közötti kapcsolatról szól.

### Regények
Első regényét 1912-ben kezdte írni. Első fejezete A fűtő című novella volt. Kafka a félkész művet Az elkallódott fiú címen emlegette, de Kafka halála után Brod Amerika címmel adta ki. A regény inspirációjaként az előző évben szerzett jiddis színházi élmények szolgáltak. Újra tudatában volt örökségének, ami arra a gondolatra vezette, hogy minden egyes ember ösztönösen értékeli szellemi örökségét. Kifejezetten humorosabb és realisztikusabb, mint a többi Kafka-mű, egy elnyomó és immateriális rendszer motívumát használja, hogy a főhőst ismétlődően furcsa helyzetekbe hozza. Amerikába kivándorló rokonai élményeit is felhasználta, ez az egyetlen műve, ami optimistán végződik.
1914-ben kezdte A pert írni, amely egy távoli, elérhetetlen hatóság által letartóztatott emberről szól, de a bűn természete nem derül ki sem az ő, sem az olvasó számára. Nem fejezte be a regényt, de az utolsó fejezetet igen. A Nobel-díjas Kafka-szakértő Elias Canetti véleménye szerint Felice áll a mű középpontjában, Kafka állítása szerint ez „az ő [Felicia] története” volt. Canetti, Kafka Feliciának írt leveleiről szóló könyvének a Kafka másik pere címet adta, a levelek és a regény közti kapcsolatra utalva. Michiko Kakutani a The New York Timesban megjelent cikkében megjegyzi, hogy Kafka levelei írásainak jellegzetességeit tartalmazzák: az apró részletek iránti nyugtalan figyelmet, az erőviszonyok változásának paranoiás észlelését, az elfojtott érzelmek légkörét, és eléggé meglepő módon, kisfiús lelkesedést és örömöt is ”.
A naplója szerint 1914. június 11-re tervezte A kastélyt, de 1922. január 27-ig el sem kezdte írni. A főszereplő, K. földmérő ismeretlen okokból azért küzd, hogy bebocsátást nyerjen a kastélyban székelő rejtélyes hatósághoz, amely a falut irányítja. Kafka szándéka az volt, hogy K-t a halálos ágyán értesíti majd a hatóság arról, hogy „a faluban élés jogi követelése nem volt érvényes, de bizonyos kiegészítő körülményeket figyelembe véve megengedték, hogy itt éljen és dolgozzon”. A borúlátó és néha szürrealista regény témája az elidegenedés, a bürokrácia, a rendszer ellen lázadó ember látszólag vég nélküli frusztrációi, egy elérhetetlen célért folytatott hiábavaló és reménytelen küzdelem. Hartmut M. Rastalsky értekezésében megjegyezte, hogy „ezekben a szövegekben – az álmokhoz hasonlóan – pontos, ’realisztikus’ részletek keverednek abszurd elemekkel, a főszereplők körültekintő megfigyelése és érvelése pedig megmagyarázhatatlan feledékenységgel és figyelmetlenséggel”.

### Kiadástörténet

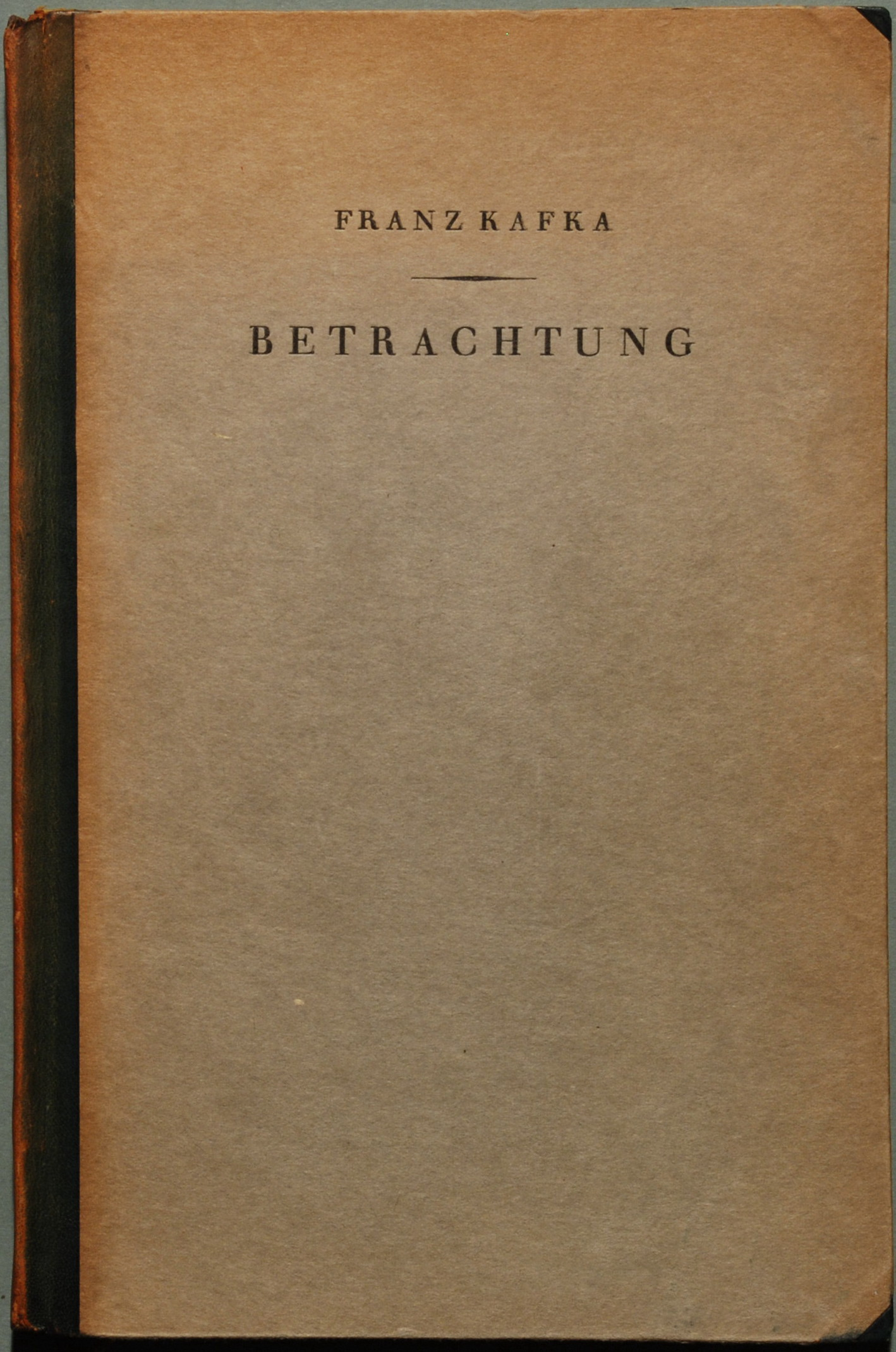
A Szemlélődés első kiadása 1912-ből

Kafka novellái eredetileg irodalmi folyóiratokban jelentek meg, az első nyolcat a kéthavonta megjelenő Hyperion 1908-as első számában adták közre. Franz Blei 1909-ben adott ki két dialógust, amelyek az Egy küzdelem leírása részei lettek. A bresciai repülők töredéke, amit egy Broddal tett olaszországi útjuk során írt, 1909. szeptember 28-án jelent meg a Bohemia napilapban. 1910. március 27-én több novellája jelent meg a Bohémia húsvéti számában, amik később a Szemlélődés részei lettek. 1913-ban Lipcsében jelentette meg Brod és Kurt Wolff Az ítéletet az Arkadia irodalmi almanachban. A fűtő elbeszélése háromszor is megjelent a Kurt Wolff által kiadott Der jüngste Tag füzetsorozatban 1913-ban. A törvény előtt című novellája 1915-ben a Selbstwehr független zsidó hetilap újévi kiadásában jelent meg, melyet 1919-ben az Egy falusi orvos novellagyűjteményben adott ki újra, de A per regényébe is bekerült. Novellái jelentek meg többek között Martin Buber Der Jude lapjában, a Prager Tagblattban, a Die neue Rundschau, a Genius és a Prager Presse folyóiratokban is.
Kafka első megjelent könyve a Szemlélődés volt, ami 18, 1904–1912 között írt novelláját tartalmazta. Egy nyári weimari út során Brod megszervezte Kafka és Kurt Wolff találkozását. Wolff a Rowohlt Verlag gondozásában 1912 végén adta ki ezt a könyvet, de már 1913-as évszámmal. Kafka Brodnak ajánlotta („M.B.-nek”), személyes példányt is átadott neki, amibe ezt írta: „Ahogy már ide van nyomtatva, neked, kedves Max!”.
Az átváltozás először 1915-ben, a Die Weißen Blätter expresszionista irodalmi folyóiratban jelent meg, melyet René Schickele adott ki. Az Egy vidéki orvos című novellagyűjteményét 1919-ben adta ki Kurt Wolff, Kafka édesapjának ajánlva. Kafka egy utolsó, négy novellából álló kötetet is összeállított, ami halála után, 1924-ben jelent meg Az éhezőművész címmel, a Verlag Die Schmiede gondozásában. 1924. április 20-án a Berliner Börsen-Courierben jelent meg Kafka esszéje Adalbert Stifterről.

#### Max Brod

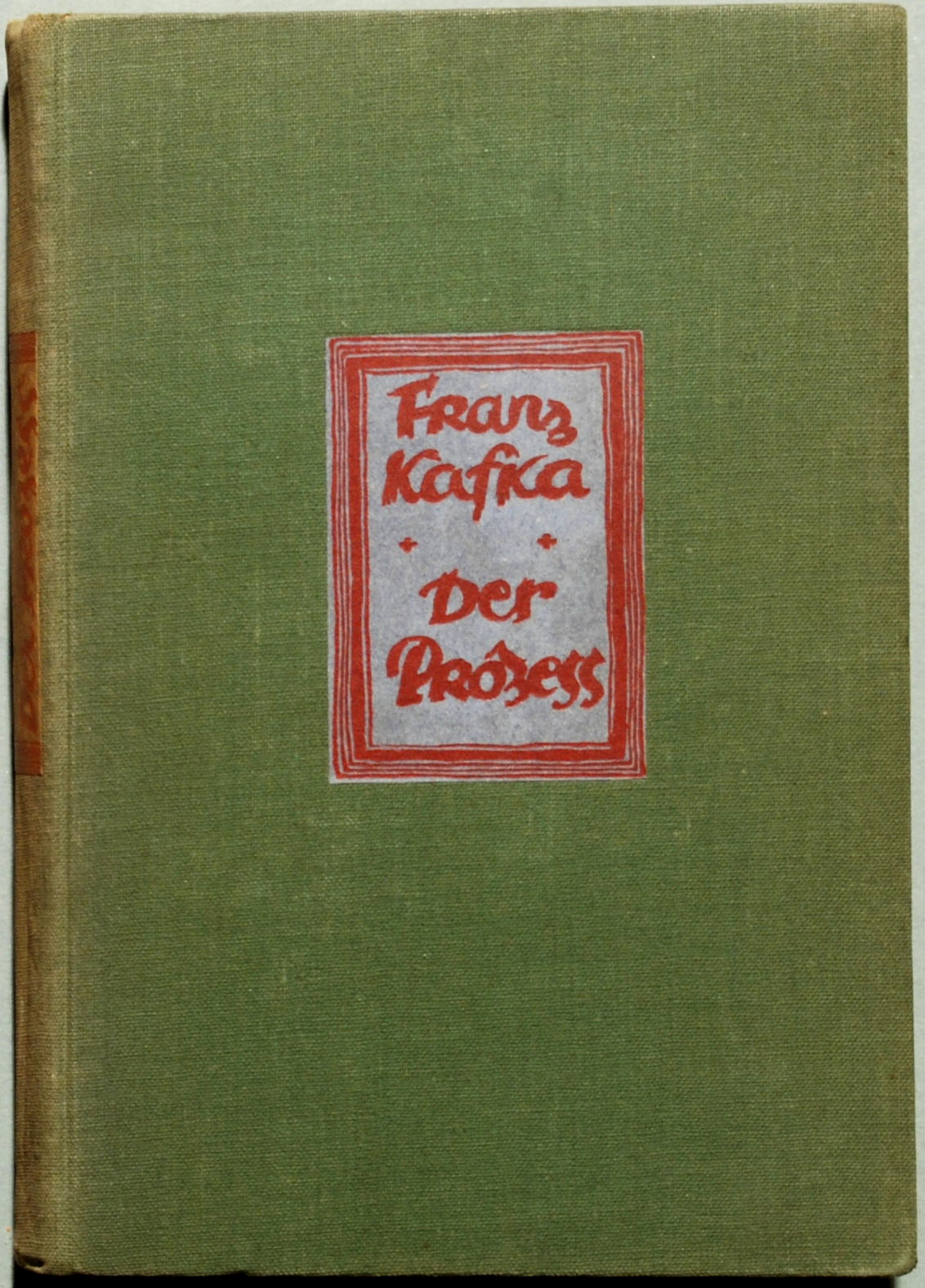
A per első, 1925-ös kiadása

Kafka végrendeletében Max Brodra, barátjára és irodalmi hagyatékának kezelőjére hagyta összes kiadott és kiadatlan művét, de pontos útmutatással: „Kedves Max, ez az utolsó kérésem. Mindent, amit hátrahagyok: naplókat, kéziratokat, leveleket (az enyémeket és másokéit is), vázlatokat, mindent égess el olvasás nélkül”. Brod ezt nem tartotta be, 1925 és 1935 között kiadta a regényeket, és összegyűjtött műveket. Számos, még kiadatlan írást 1939-es emigrációja közben Palesztinába vitt. Kafka utolsó szeretője, Dora Diamant (később Dymant-Lask) sem teljesítette az író kérését, és titokban megtartott 20 füzetet és 35 levelet. Ezeket 1933-ban a Gestapo elkobozta, de a kutatók folytatják a keresést.
Amikor Brod a tulajdonában lévő legtöbb írást megjelentette, Kafka munkája magára vonta a széles tömegek és a kritikusok figyelmét. Brodnak nehézséget okozott, hogy időrendbe helyezze barátja jegyzeteit. Az egyik probléma az volt, hogy Kafka gyakran ugyanazon könyv különböző részeire írt, néha középen, néha hátulról kezdte. Brod számos félbehagyott művet is befejezett. Például A pert számozatlan és félkész fejezetekkel, A kastélyt pedig hiányos mondatokkal és kétértelmű tartalmakkal hagyta hátra Kafka. Brod átrendezte a fejezeteket, átszerkesztette a szöveget, megváltoztatta a központozást. Az előbbi 1925-ben a Verlag Die Schmiede gondozásában jelent meg, míg másik két regényét (A kastély (1926), Amerika (1927)) Kurt Wolff adta ki. 1931-ben A Kínai Fal építése címmel adott ki addig még meg nem jelent novellákat, mint például az egyező címűt. A könyvet a Gustav Kiepenheuer Verlag gondozta. Brod kollekcióját gyakran „végleges kiadásként” emlegették.

#### Modern kiadásban
1961-ben Malcolm Pasley brit germanista, az Oxfordi Egyetem professzora megszerezte Kafka kéziratainak nagy részét az oxfordi Bodleian Library számára. A per kéziratát aukción vásárolták meg, és Marbach am Neckarban, a Német Irodalmi Archívumban helyezték el. Ezt követően a Pasley vezette csoport, Gerhard Neumann, Jost Schillemeit és Jürgen Born részvételével, rekonstruálta Kafka írásait, melyek az S. Fischer Verlag kiadó gondozásában jelentek meg. Pasley volt az 1982-es A kastély- és az 1990-es A per-kiadás szerkesztője, míg az 1983-ban újra kiadott Amerikát Jost Schillemeit szerkesztette. Ezeket „kritikai kiadás” vagy „Fischer-kiadás” néven emlegették.

#### Kiadatlan művek
Brod 1968-ban meghalt, a nála lévő, több ezerre becsült kiadatlan Kafka-művet titkárnőjére, Esther Hofféra hagyta. Ő párat eladományozott vagy eladott, de nagy részüket lányaira, Evára és Ruthra hagyta, akik szintén megtagadták kiadásukat. 2008-ban kezdődött el a jogi harc a nővérek és az Izraeli Nemzeti Könyvtár között. A könyvtár azt állította, hogy a művek Izrael állam tulajdonává váltak, amikor Brod 1939-ben Palesztinába emigrált. 1985-ben Esther Hoffe 2 millió dollárért adta el A per kéziratát a Német Irodalmi Archívum Modern Irodalom Múzeumának. 2012-ben már csak Eva élt.
Egy tel-avivi családi bíróság 2010-ben hozott rendelkezése nyomán az írások egy részét (köztük egy addig ismeretlen novellát) átadták, de a jogi vita folytatódott. A Hoffe család azt állította, személyes tulajdonukról van szó, míg a könyvtár szerint „az a zsidó nép kulturális hagyatéka”. A könyvtár azt állította, hogy Brod adományozta a kéziratokat végrendeletében az intézménynek. 2012 októberében a bíróság a Nemzeti Könyvtár javára döntött. 2021-ben elérhetővé tették a kéziratokat a könyvtár honlapján.

## Magyarul megjelent művei

### 1989-ig
- Az ítélet; ford. Boldizsár Iván, utószó Ungvári Tamás; Európa, Bp., 1957
- A kastély. Regény; ford. Rónay György, utószó Jávor Ottó; Európa, Bp., 1964
- A per. Regény; ford. Szabó Ede, utószó Földes László; Irodalmi, Bukarest, 1966 (Horizont)
- Amerika. A kallódó fiú; ford., bev. Kristó Nagy István; Magvető, Bp., 1967 (Világkönyvtár)
- A per. Regény; ford. Szabó Ede, utószó Walkó György; Európa, Bp., 1968
- Elbeszélések; ford. Antal László et al., utószó Pók Lajos; Európa, Bp., 1973
- Naplók, levelek. Válogatás; vál., szerk., jegyz., utószó Györffy Miklós, naplórészletek ford. Györffy Miklós, levelek ford. Antal László, Eörsi István, Tandori Dezső; Európa, Bp., 1981 (Emlékezések)
- Az átváltozás. Válogatott elbeszélések; vál. Györffy Miklós, ford. Antal László et al.; Európa, Bp., 1982 (Európa zsebkönyvek)
- Átváltozások. Drámaantológia; vál., utószó Radnóti Zsuzsa; Magvető, Bp., 1987; Márton László: Kínkastély. Nézőjáték. Spiró György Az Ikszek című regénye nyomán / Valentyin Katajev–Bereményi Géza: A Werthert már megírták. Pór Judit fordítása alapján / Forgách András György: A kastély. Kafka regénye nyomán, Rónay György fordításának felhasználásával / Kiss Irén: T. Ház! Tisza Kálmán bukása, az 1888/89-es országgyűlési naplók felhasználásával. Dokumentumdráma 2 részben
- A fűtő / Der Heizer; ford. Györffy Miklós; Európa, Bp., 1987 (Janus-könyvek)
- Az én cellám, az én váram; ford., jegyz. Halasi Zoltán; Európa, Bp., 1989 (Mérleg)
- A kastély; Rónay György ford. nyomán színpadra alkalmazta Fodor Tamás; in: Színház, 1989/máj.

### 1990-től
- A per; ford. Szabó Ede, előszó Kaiser László; Talentum–Akkord, Bp., 1994 (Talentum diákkönyvtár)
- A per. Teljes, gondozott szöveg; ford. Szabó Ede, szerk., sajtó alá rend., jegyz. Kajtár Mária; Ikon, Bp., 1995 (Matúra Klasszikusok)
- Jelentés az Akadémiának. Elbeszélések / Ein Bericht für eine Akademie. Erzählungen; ford. Győrffy Miklós, Tandori Dezső; Noran, Bp., 1997 (Kentaur könyvek)
- A nyolc oktávfüzet; ford. Tandori Dezső, szerk. Jánossy Lajos; Cartaphilus, Bp., 2000
- Töredékek füzetekből és papírlapokról; ford. Tandori Dezső, szerk. Jánossy Lajos; Cartaphilus, Bp., 2001
- Himpellérek társasága; ford. Tandori Dezső; Hold, Bp., 2001
- Levél apámhoz; ford. Szabó Ede; Noran, Bp., 2003
- Az elkallódott fiú. Regény (Amerika); ford., utószó Györffy Miklós; Palatinus, Bp., 2003 (Franz Kafka életmű)
- Innen el; ford. Tandori Dezső; Cartaphilus, Bp., 2004
- Naplók; ford., előszó, jegyz. Györffy Miklós; Európa, Bp., 2008
- Levelek Felicéhez; szerk., jegyz. Györffy Miklós, ford. Antal László, Rácz Péter, utószó Rácz Péter; Palatinus, Bp., 2009
- Versbe tört gondolatok; ford. Punk Mária; Szt. Gellért, Bp., 2014
- A törvény kapujában és más novellák; ford. Eörsi István et al.; Trubadúr, Bp., 2024 (Trubadúr zsebkönyvek)

## Kritikai visszhang

### Kritikai elemzések
W. H. Auden költő Kafkát „a 20. század Dantéjének” nevezte, Vladimir Nabokov is a 20. század legnagyobb írói között tartja számon. Gabriel García Márquez elmondása szerint amikor Az átváltozást olvasta, rájött, hogy „máshogyan is lehetséges írni”. Kafka írásainak fontos témája az apa–fiú konfliktus, ami Az ítéletben fogalmazódott meg először:  a fiúban keltett bűntudat szenvedéssel és vezekléssel oldódott fel. További fontos témái és archetípusai az elidegenedés, a fizikai és lelki brutalitás, a karakterek félelmetes küldetése és misztikus átalakulása.

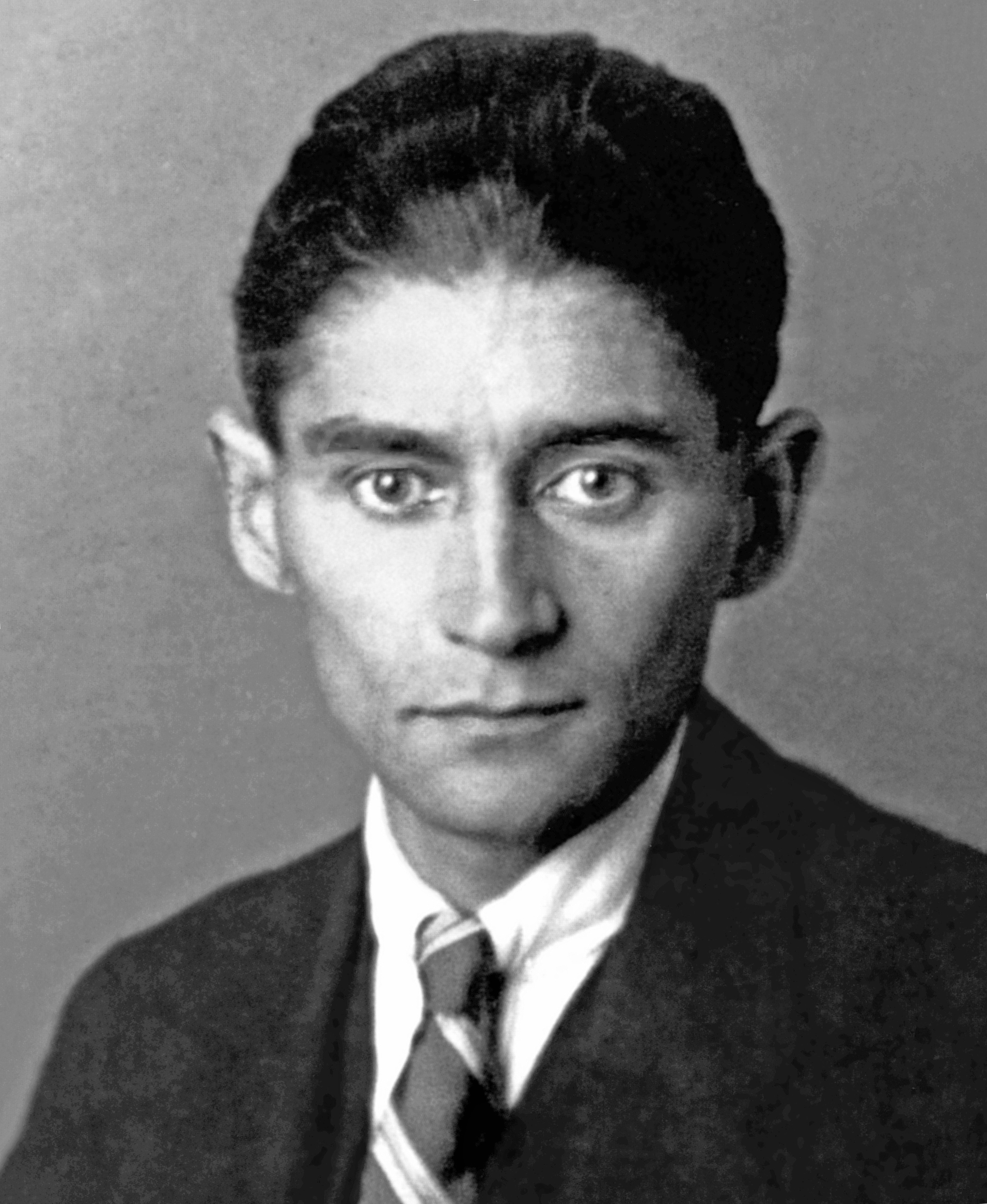
Kafka 1923-ban

Kafka stílusát már 1916-ban Kleistéhez hasonlította Oscar Walzel a Berliner Beiträgében, Az átalakulás és A fűtő elemzésében. Kafka prózájának természete számos értelmezési lehetőséget rejt magában, különböző irodalmi iskolák különböző interpretációkat készítettek. A marxisták között éles vita folyt Kafka értelmezéséről. Néhányan a valóság eltorzításával vádolták, míg mások dicsérték kapitalizmus-kritikája miatt. A műveit átható reménytelenséget és abszurditást az egzisztencializmus jellegzetességének tartják. Néhány könyvét az expresszionizmus befolyásolta, bár a többség a kísérleti modernizmussal rokonítható. Kafka érinti az ember és a bürokrácia konfliktusának témáját is. William Burroughs szerint művei a küzdelemre, a fájdalomra, a magányra és a kapcsolatok szükségességére összpontosítanak. Thomas Mann szerint Kafka művei allegorikusak: a küldetés, metafizikailag, Istenre utal.
Gilles Deleuze és Félix Guattari szerint bár az elidegenedés és üldözés jelen vannak Kafka műveiben, a kritikák túlbecsülik. Azzal érvelnek, hogy Kafka művei átgondoltabbak, felforgatóbbak és örömtelibbek, mint elsőre tűnnek. Rámutatnak arra, hogy bár Kafka írásai a szereplők hiábavaló küzdelmeire összpontosítanak, de a humorát is elárulják. A író nem feltétlenül a saját problémáit írta meg, hanem inkább arra világít rá, hogy mások hogyan találnak ki problémákat. Műveiben gyakran rosszindulatú, abszurd világokat hoz létre. Kafka gyakran felolvasta piszkozatait barátjainak, de főleg humorosabb műveit. Milan Kundera író szerint Kafka szürreális humora talán Dosztojevszkij büntetett karakterei bemutatásának kifordítása lehet. Kafkánál olyanokért ítélik el a szereplőket, amiket nem követtek el. Kundera úgy gondolja, Kafkát az inspirálta a karakterisztikus helyzetek írására, mert patriarchális családban és totalitárius államban nőtt fel.
Próbálták megállapítani jogász hátterének és a törvény szerepének hatását írásaira. A legtöbben úgy találják, hogy a törvény és törvényesség szempontjai fontosak  azokban a műveiben, amelyekben a jogrendszer gyakran nyomasztó. A törvény nem képvisel sem jogi, sem politikai hatalmat, hanem névtelen, elérhetetlen erőket. Ezek rejtve maradnak az egyén elől, de mindenki életét befolyásolják, valamennyien ártatlan áldozatai annak a rendszernek, amire nem tudnak hatni. A kritikusok, akik ezt az abszurd értelmezést támogatják, olyan példákat idéznek, ahol Kafka azt írja, hogy ő maga is konfliktusban áll egy abszurd világgal. Naplójában így írt:
A magam köré vont négy fal közé bezárva olyan voltam, mint egy idegen országban bebörtönzött bevándorló…. A családtagjaimat furcsa, távoli embereknek láttam, idegen szokásaik, rítusaik és főleg kifejezésmódjuk előtt értetlenül álltam...bár nem akartam, de kényszerítettek, hogy részt vegyek a furcsa ceremóniáikban...nem tudtam ellenszegülni...
James Hawes szerint azonban A perben leírt jogi ügyek nagy része – bár metafizikai jellegűnek, abszurdnak, zavarba ejtőnek és lidércesnek tűnhetnek –, az akkori német és osztrák bűnügyi eljárások pontos és tájékozott leírásán alapszanak, és amelyek inkább inkvizíciós, mint kontradiktórius eljárások voltak. Bár egy biztosítótársaságnál dolgozott, szakképzett jogászként „jól ismerte a jogi világ mindennapjait”. Pothik Ghosh egy 21. század eleji tanulmányában, amelyben Kafka hivatali írásait használja kiindulópontnak, azt állítja, hogy Kafka számára a jog „csak az uralkodást és döntéshozatalt kiszolgáló kényszerítő erő”.

### Fordítás
Kafka legkorábbi angol fordításait Edwin és Willa Muir készítették, akik 1930-ban ültették át A kastély első német kiadását angol nyelvre. Angliában a Secker & Warburg, az Egyesült Államokban pedig az Alfred A. Knopf jelentette meg. Egy 1941-es kiadás, amelyben Thomas Mann dicsérete is szerepelt, jelentősen megnövelte Kafka népszerűségét az Egyesült Államokban a negyvenes évek végén. A Muir házaspár lefordította valamennyi, a Kafka által kiadásra alkalmasnak tartott rövid művét. Ezek 1948-ban a Schocken Books gondozásában jelentek meg A fegyencgyarmaton: novellák és rövid darabok címen, melyben ráadásként még szerepelt Az első hosszú vonatút, amelyet Kafka és Brod közösen írt, Kafkának a Regény a fiatalságról című recenziója Felix Sternheim A fiatal Oswald története című művéről, szintén az ő esszéje Kleis Anekdotáiról, a Hyperionban megjelent kritikája és Brod epilógusa.
A későbbi, nevezetesen az 1954-es kiadásokban (Drága Atyám! Novellák és más írások) olyan szövegek is szerepeltek Eithne Wilkins és Ernst Kaiser fordításában, melyeket az előző kiadók töröltek.  A „Végleges kiadás” néven emlegetett könyvek tartalmazták A per, A kastély és más írások fordításait. Ezeket széles körben kritizálták hibáik miatt. 1961-ben a Shocken Books adta ki Parabolák és paradoxonok címen Nahum N. Glatzer kétnyelvű kiadását, ebben szerepelt A per, illetve naplók, levelek, novellák is.
Új fordításokat a Pasley–Schillemeit-féle javított német változat alapján készítettek. A kastélyt Mark Harman fordításában a Schocken Books adta ki 1998-ban, A pert Breon Mitchell fordításában szintén a Shocken adta ki ugyanebben az évben, míg az Amerika Michael Hofmann-féle fordítása 2004-ben jelent meg a New Directions Publishing kiadásában.
Magyar nyelvre Rónay György, Tandori Dezső, Szabó Ede, Györffy Miklós és Kristó Nagy István fordította Kafkát, művei főleg az Európa Könyvkiadó gondozásában olvashatóak.

### Fordítási nehézségek
Kafka gyakran túlzottan élt a német nyelvnek azzal a jellemző tulajdonságával, ami néha egy egész lapot betöltő hosszú mondatot is megenged. Kafka mondatai a lezáró pont előtt keltenek váratlan hatást, mert oda összpontosítja a végső mondanivalót. Ezt az alárendelt tagmondatok okozzák, mert az igét a mondat végén kell elhelyezni. Ezt számos nyelvre igen nehéz átvinni, a fordító feladata, hogy minél hasonlóbb hatást érjen el az eredetihez. A német nyelv rugalmasabb szórendje és szintaktikai különbségei miatt ugyanazt a német szöveget sokféle változatban lehet lefordítani angolra. Példa erre Az átváltozás első mondata, amely létfontosságú ahhoz, hogy megértsük a történetet:
Als Gregor Samsa eines Morgens aus unruhigen Träumen erwachte, fand er sich in seinem Bett zu einem ungeheuren Ungeziefer verwandelt. (eredeti)
Amikor Gregor Samsa egy reggel nyugtalan álmából felébredt, találta magát ágyában egy szörnyű féreggé változva. (szó szerinti nyersfordítás)
A magyar nyelv rugalmas szórendjével ezt viszonylag jól meg tudja oldani:
Amikor egy reggel Gregor Samsa nyugtalan álmából felébredt, szörnyű féreggé változva találta magát. (Györffy Miklós műfordítása)
Másik probléma, miképp használják a kétértelmű kifejezéseket, hogy mely jelentésüket akarta Kafka használni. Erre is van példa Az átváltozás első mondatában: az Ungeziefer kifejezés Kafka korában „olyan állat, ami tisztátalan az áldozathoz” jelentéssel bírt, míg ma egyszerűen „férget” jelent. A köznyelvben gyakran egyszerűen „bogárként” említik, ami általánosan használt, a tudományosabb „rovarral” ellentétben. Kafka nem akarta Gregort felcímkézni, egyszerűen csak azt akarta láttatni, hogy a főszereplő gusztustalannak találta átalakulását. Másik példa Az ítélet utolsó mondatában használt Verkehr kifejezés. Szó szerint közösülést jelent, aminek lehet szexuális vagy nem-szexuális jelentése is, ráadásul közlekedést vagy forgalmat is jelent. A mondat úgy fordítható, hogy „Ebben a pillanatban véget nem érve áramlott át a forgalom a hídon”. Brodnak később elmondta, az utolsó sor írása közben „egy erőszakos ejakulációra” gondolt.

## Öröksége

### Irodalmi és kulturális befolyása
Sok más híres íróval ellentétben Kafkát ritkán idézik, inkább látomásait és gondolatait jegyzik. Shimon Sandbank irodalomkritikus és író szerint Kafka hatása érezhető Jorge Luis Borges, Albert Camus, Eugène Ionesco, J. M. Coetzee és Jean-Paul Sartre munkásságán. A Financial Times egy irodalomkritikusa szerint José Saramago művein is érződik hatása, Al Silverman író és szerkesztő állítása szerint J. D. Salinger is előszeretettel olvasta műveit. 1999-ben egy 99 szerzőből, kutatóból és irodalomkritikusból álló bizottság A pert és A kastélyt a 2. és a 9. helyre rangsorolták A huszadik század legjobb német regényei listán. Sandbank szerint Kafka írásait világszerte ismerik, titokzatos stílusát azonban még nem sikerült utánozni. Neil Christian Pages, a Binghamton Egyetem német tanulmányok és összehasonlító irodalom professzora, azt állítja, hogy Kafka az irodalmon és irodalomtudományon túl a képzőművészetekre, a zenére és a popkultúrára is befolyást gyakorol. Harry Steinhauer, a német és zsidó irodalom professzora szerint Kafka „erősebb hatást gyakorolt a művelt társadalomra, mint a 20. század bármely más írója”. Brod szerint a 20. századot egy nap „Kafka századaként” fogják ismerni.
Michel-André Bossy szerint Kafka merev, rugalmatlan és steril bürokratikus világot teremtett, személytelen stílusban írt, jogi és tudományos kifejezéseket használva. Mégis volt Kafka e szigorú világában éleslátó humor, amivel felhívta a figyelmet „egy racionálisnak feltételezett világ mélyén rejlő irracionalitásra.” Karakterei csapdába estek, összezavarodtak, bűntudattal teliek, frusztráltak, hiányzik belőlük a szürreális világuk megértésének képessége. Sok Kafka utáni irodalmi, főleg sci-fi alkotásban követték Kafka témáit és elveit. Ez látható George Orwell és Ray Bradbury műveiben is.
Az alábbi listában példák vannak arra, hogyan hatott változatos műfajokra:
| Cím                                               | Év   | Fajta         | Megjegyzések | Forrás          |
| ------------------------------------------------- | ---- | ------------- | --- | --------------- |
| Kafka barátja                                     | 1962 | novella       | a Nobel díjas Isaac Bashevis Singer elbeszélésében Jacques Kohn jiddis színész azt állítja, ismerte Kafkát, aki hitt a gólemben, a zsidó folklór egy teremtményében | [ 224 ]         |
| A per                                             | 1962 | film          | a rendező, Orson Welles azt mondta: „Mondhattok, amit akartok, A per a legjobb filmem, még az Aranypolgárnál is jobb” | [ 225 ] [ 226 ] |
| Görögdinnyeember                                  | 1970 | film          | részben Az átváltozás inspirálta, egy fehér bigott fekete férfivé változik | [ 227 ]         |
| Klassenverhältnisse                               | 1984 | film          | az Amerika filmváltozata, Straub–Huillet rendezésben |                 |
| Kafka-Fragmente, Op. 24                           | 1985 | zene          | Kurtág György írta szoprán hangra és hegedűre, Kafka naplójából és leveleiből használt fel részleteket | [ 228 ]         |
| Kafka's Dick                                      | 1986 | színdarab     | Alan Bennett színdarabjában, Kafka, apja, Hermann és Brod megérkeznek egy angol biztosítási ügyintéző és felesége otthonába | [ 229 ]         |
| Kafka                                             | 1991 | film          | Jeremy Irons játssza a névadó írót, írta Lem Dobbs, rendezte Steven Soderbergh, a film Kafka életéből és műveiből vett jeleneteket kever, így félig életrajzi jellegű, Kafka egyik eltűnt kollégája után nyomoz, ez saját műveibe (A kastély, A per stb.) viszi                                                                               | [ 230 ]         |
| The Metamorphosis of Franz Kafka                  | 1993 | film          | rendezte Carlos Atanes. |                 |
| Franz Kafka's It's a Wonderful Life               | 1993 | film          | a BBC Scotland Oscar-díjas rövid vígjátéka, írta és rendezte Peter Capaldi, Kafkát Richard E. Grant alakítja | [ 231 ]         |
| Bad Mojo                                          | 1996 | videójáték    | lazán kapcsolódik Az átváltozáshoz: a szereplőket Franznak és Roger Sammsnak hívják, utóbbi Gregor Samsára utal | [ 232 ]         |
| A fegyencgyarmaton                                | 2000 | opera         | Philip Glasstól | [ 233 ]         |
| Oscar-díj                                         | 2002 | regény        | a japán Murakami Haruki írta, a The New York Times 2005 legjobb 10 könyve közé választotta, World Fantasy díjas | [ 234 ]         |
| Kafka pere                                        | 2005 | opera         | a dán Poul Ruders műve, a regényen és Kafka életéből vett jeleneteken alapul, először 2005-ben adták elő, CD-n is megjelent | [ 235 ]         |
| Kafka's Soup                                      | 2005 | könyv         | Mark Crick műfajparódiája, szakácskönyv formájában, mely receptjeit híres írók stílusában írta | [ 236 ]         |
| Introducing Kafka                                 | 2007 | rajzos regény | Robert Crumb és David Zane Mairowitz írta, szöveget és illusztrációkat tartalmaz Kafka életével kapcsolatban |                 |
| Kafka világa                                      | 2010 | TV-sorozat    | A Breaking Bad – Totál szívás 3. évadjában szereplő epizód, Peter Gould és George Mastras írta. Jesse Pinkman egy csoportterápián új munkahelyét egy sivár, bürokráciába temetkezett vállalatként írja le. Panaszkodik a főnökére, nem akar találkozni a tulajdonossal, akitől mindenki retteg. „Kafkaian hangzik”, válaszol a csoportvezető. |                 |
| Kafka the Musical                                 | 2011 | rádiójáték    | a BBC Radio 3 adta elő a Play of the Week adás keretében. Franz Kafka szerepében David Tennant | [ 237 ]         |
| Sound Interpretations – Dedication To Franz Kafka | 2012 | zene          | A HAZE Netlabel jelentette meg a Sound Interpretations — Dedication To Franz Kafka zenei válogatást. Ebben zenészek gondolják újra Kafka örökségét | [ 238 ]         |
| Google doodle                                     | 2013 | netkultúra    | 2013-ban egy szépia-tónusú doodle jelent meg, amelyen egy kalapos csótány nyit ajtót, Kafka születésének 130. évfordulójára emlékezve | [ 239 ]         |
| Az átváltozás                                     | 2013 | tánc          | a Királyi Balett előadása Edward Watsonnal | [ 240 ]         |
| Café Kafka                                        | 2014 | opera         | Francisco Coll spanyol zeneszerző írta Meredith Oakes szövegére, Kafkától vett részletekre épül. Megbízói az Aldeburgh Music, az Opera North és a Royal Opera House | [ 241 ]         |

### „Kafkai”

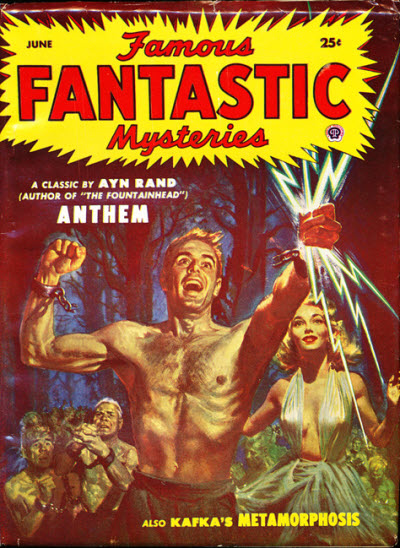
Az átváltozás a Famous Fantastic Mysteries magazin 1953 júniusi számában is megjelent

Kafka munkássága nyomán alakult ki a „kafkai” kifejezés, ami olyan fogalmakra és helyzetekre illik, amik a műveiben, különösen A perben és Az átváltozásban előfordulókra emlékeztetnek. Ilyenek azok az esetek, amikor a bürokrácia legyőzi az embert, gyakran szürreális, rémálomszerű közegben, értelmetlenséget, tájékozódási zavart és tehetetlenséget előidézve. Egy kafkai helyzetben a szereplőknek általában nincs arra egyértelmű módjuk, hogy elmeneküljenek a labirintusszerű helyzetből. Egzisztenciális művekben gyakoriak, de a kifejezés túllépett az irodalmon, és a valós élet eseményeire is gyakran használják.

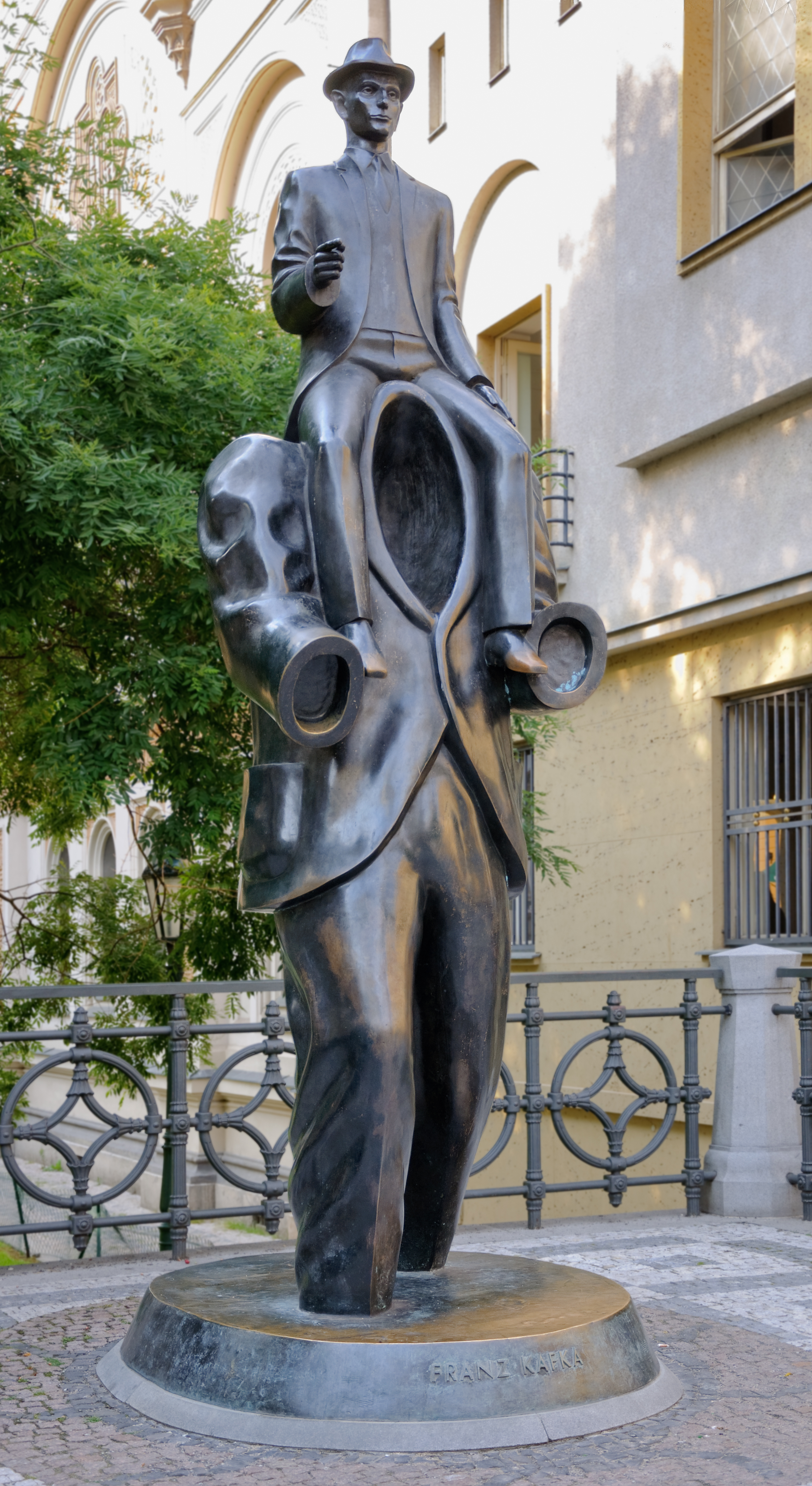
Jaroslav Róna bronz Kafka-szobra Prágában

Számos filmet és televíziós alkotást jellemeztek már kafkainak, főleg a disztópikus sc-fik között gyakori. Ilyen az 1982-es Patrick Bokanowski-féle The Angel, Terry Gilliam 1985-ös Brazil című filmje, vagy az 1998-as sci-fi film noir, a Dark City. Más műfajokban is vannak kafkai filmek: például A bérlő (1976), vagy a Hollywoodi lidércnyomás (1991). A The Prisoner és a The Twilight Zone televíziós sorozatok is gyakran kafkaiak.
A kifejezés azonban annyira elterjedtté vált, hogy a Kafka-kutatók szerint gyakran hibásan használják.

### Emlékezete
A prágai Franz Kafka Múzeum Kafka életét és munkásságát mutatja be. Az egyik fő látványossága a The City of K. Franz Kafka and Prague (Franz Kafka városa, Prága) kiállítás, amit 1999-ben Barcelonában mutattak be, 1999-ben a New York-i Zsidó Múzeumba került, 2005-től látogatható mai helyén, a Moldva partjánál, a Kisoldalban. Itt eredeti fényképek és dokumentumok láthatók, célja bevezetni a látogatót abba a világba, ahol Kafka élt, amiről írt.
A Franz Kafka-díjat 2001 óta ítéli oda a Franz Kafka Társaság és Prága városa minden évben. A díj elismeri az irodalom érdemeit: „humanista jellegét, hozzájárulását a kulturális, nemzeti, nyelvi és vallási toleranciához, pragmatikus, időtlen jellegét, általános emberi érvényességét, és jelenünkről szóló tanúságtételét és annak továbbörökítését”. Bárki lehet jelölt, földrajzi megkötés nélkül, csak az a feltétel, hogy éljen, és legalább egy művét cseh nyelven is kiadták. A díjazott 10 ezer dollárt, oklevelet és az író szobrának kicsinyített mását kapja, a díjátadóra október végén, Csehország nemzeti ünnepén kerül sor az óvárosi városházán.
Az 1998-ban indult Kafka-projektet a San Diego Állami Egyetem (SDSU) működteti, célja Kafka utolsó írásainak felkutatása.

## Fordítás
- Ez a szócikk részben vagy egészben  a   Franz Kafka című angol Wikipédia-szócikk ezen változatának fordításán alapul.  Az eredeti cikk szerkesztőit annak laptörténete sorolja fel. Ez a jelzés csupán a megfogalmazás eredetét és a szerzői jogokat jelzi, nem szolgál a cikkben szereplő információk forrásmegjelöléseként.

### Könyvek
- Alt, Peter-André. Franz Kafka: Der ewige Sohn. Eine Biographie (német nyelven). München: Verlag C.H. Beck (2005). ISBN 978-3-406-53441-6
- Bathrick, David. The Powers of Speech: The Politics of Culture in the GDR (angol nyelven). Lincoln: University of Nebraska Press (1995)
- Bergman, Hugo. Memories of Franz Kafka in Franz Kafka Exhibition (Catalogue) (PDF) (angol nyelven), Library: The Jewish National and University Library (1969). Hozzáférés ideje: 2017. április 8.
- Bloom, Harold. Franz Kafka (angol nyelven). New York: Chelsea House Publishers (2003). ISBN 978-0-7910-6822-9
- Bloom, Harold (2011. szeptember 1.). „Franz Kafka's Zionism” (angol nyelven). Midstream, 57 (2).-left
- Bloom, Harold. Genius: A Mosaic of One Hundred Exemplary Creative Minds (angol nyelven). New York: Warner Books (2002). ISBN 978-0-446-52717-0
- Bloom, Harold. The Western Canon: The Books and School of the Ages (angol nyelven). New York: Riverhead Books, Penguin Group (1994). ISBN 978-1-57322-514-4
- Bossy, Michel-André-left. Artists, Writers, and Musicians: An Encyclopedia of People Who Changed the World (angol nyelven). Westport, Connecticut: Oryx Press (2001). ISBN 978-1-57356-154-9
- Boyd, Ian R.. Dogmatics Among the Ruins: German Expressionism and the Enlightenment (angol nyelven). Bern: Peter Lang AG (2004). ISBN 978-3-03910-147-4
- Brod, Max. Franz Kafka: A Biography (angol nyelven). New York: Schocken Books (1960). ISBN 978-0-8052-0047-8
- Brod, Max. Über Franz Kafka (német nyelven). Hamburg: S. Fischer Verlag (1966)
- Bruce, Iris. Kafka and Cultural Zionism — Dates in Palestine (angol nyelven). Madison, Wisconsin: University of Wisconsin Press (2007). ISBN 978-0-299-22190-4
- Classe, Olive. Encyclopedia of Literary Translation into English, Vol. 1 (angol nyelven). Chicago: Fitzroy Dearborn Publishers (2000). ISBN 978-1-884964-36-7
- Contijoch, Francesc Miralles. Franz Kafka (spanyol nyelven). Barcelona: Oceano Grupo Editorial, S.A. (2000). ISBN 978-84-494-1811-2
- Corngold, Stanley. Introduction to The Metamorphosis (angol nyelven). New York: Bantam Classics (1972). ISBN 978-0-553-21369-0
- Corngold, Stanley. The Commentator's Despair (angol nyelven). Port Washington, New York: Kennikat Press (1973). ISBN 978-0-8046-9017-1
- Corngold, Stanley. Lambent Traces: Franz Kafka (angol nyelven). Princeton, New Jersey: Princeton University Press (2004). ISBN 978-0-691-11816-1
- Corngold, Stanley. Franz Kafka: The Office Writings (angol nyelven). Princeton, New Jersey: Princeton University Press (2009). ISBN 978-0-691-12680-7
- Diamant, Kathi. Kafka's Last Love: The Mystery of Dora Diamant (angol nyelven). New York: Basic Books (2003). ISBN 978-0-465-01551-1
- Managing in the Next Society, 2007 (angol nyelven), Oxford: Elsevier (2002). ISBN 978-0-7506-8505-4
- Kafka-Handbuch. Leben – Werk – Wirkung (német nyelven). Metzler: Stuttgart, Weimar (2010). ISBN 978-3-476-02167-0
- Elsaesser, Thomas. The Last Great American Picture Show (angol nyelven). Amszterdam: Amsterdam University Press (2004). ISBN 978-90-5356-493-6
- Furst, Lillian R.. Through the Lens of the Reader: Explorations of European Narrative (angol nyelven). SUNY Press (1992). ISBN 978-0-7914-0808-7. Hozzáférés ideje: 2017. április 8.
- Gale Research Inc.. Twentieth-Century Literary Criticism: Excerpts from Criticism of the Works of Novelists, Poets, Playwrights, Short Story Writers, & Other Creative Writers Who Died Between 1900 & 1999 (angol nyelven). Farmington Hills, Michigan: Gale Cengage Learning (1979). ISBN 978-0-8103-0176-4
- Gilman, Sander. Franz Kafka, the Jewish Patient (angol nyelven). New York: Routledge (1995). ISBN 978-0-415-91391-1
- Gilman, Sander. Franz Kafka (angol nyelven). London: Reaktion Books (2005). ISBN 978-1-881872-64-1
- Gray, Richard T.. A Franz Kafka Encyclopedia (angol nyelven). Westport, Connecticut: Greenwood Press (2005). ISBN 978-0-313-30375-3
- Gray, Ronald. Franz Kafka (angol nyelven). Cambridge: Cambridge University Press (1973). ISBN 978-0-521-20007-3
- Hamalian, Leo. Franz Kafka: A Collection of Criticism (angol nyelven). New York: McGraw-Hill (1974). ISBN 978-0-07-025702-3
- Hawes, James. Why You Should Read Kafka Before You Waste Your Life (angol nyelven). New York: St. Martin's Press (2008). ISBN 978-0-312-37651-2
- Janouch, Gustav. Conversations with Kafka, 2 (angol nyelven), New York: New Directions Books (1971). ISBN 978-0-8112-0071-4. Hozzáférés ideje: 2017. április 8.
- Kafka, Franz. The Penal Colony: Stories and Short Pieces, 1987 (angol nyelven), New York: Schocken Books (1948). ISBN 978-0-8052-3198-4
- Kafka, Franz. Dearest Father. Stories and Other Writings (angol nyelven). New York: Schocken Books (1954)
- Kafka, Franz. The Castle (angol nyelven). New York: Schocken Books (1988). ISBN 978-0-8052-0872-6
- Kafka, Franz. The Metamorphosis and Other Stories (angol nyelven). New York: Barnes & Noble (1996). ISBN 978-1-56619-969-8
- Kafka, Franz. The Trial (angol nyelven). New York: Schocken Books (1998). ISBN 978-0-8052-0999-0
- Kafka, Franz. The Trial (angol nyelven). Oxford: Oxford University Press (2009). ISBN 978-0-19-923829-3
- Between Two Worlds: a cultural history of German-Jewish writers (angol nyelven). Ames, Iowa: Iowa State University Press (1993). ISBN 978-0-8138-1233-5
- Karl, Frederick R.. Franz Kafka: Representative Man (angol nyelven). Boston: Ticknor & Fields (1991). ISBN 978-0-395-56143-0
- Koelb, Clayton. Kafka: A Guide for the Perplexed (angol nyelven). Chippenham, Wiltshire: Continuum International Publishing Group (2010). ISBN 978-0-8264-9579-2
- Krolop, Kurt. Kafka und Prag (német nyelven). Prága: Goethe-Institut (1994). ISBN 978-3-11-014062-0
- Miller, Alice. Thou Shalt Not Be Aware:Society's Betrayal of the Child (angol nyelven). New York: Farrar, Straus, Giroux (1984). ISBN 978-0-9567982-1-3
- Murray, Nicholas. Kafka (angol nyelven). New Haven, Connecticut: Yale University Press (2004). ISBN 978-0-300-10631-2
- Newmark, Peter. About Translation (angol nyelven). Wiltshire, England: Cromwell Press (1991). ISBN 978-1-85359-117-4
- Northey, Anthony. Mišpoche Franze Kafky (cseh nyelven). Prága: Nakladatelství Primus (1997). ISBN 978-80-85625-45-5
- O'Neill, Patrick M.. Great World Writers: Twentieth Century (angol nyelven). Tarrytown, New York: Marshal Cavendish (2004). ISBN 978-0-7614-7477-7
- Pawel, Ernst. The Nightmare of Reason: A Life of Franz Kafka (angol nyelven). New York: Vintage Books (1985). ISBN 978-0-374-52335-0
- Pók, Lajos. Robinson és a zászló in: Franz Kafka Elbeszélések. Budapest: Európa (1973)
- Preece, Julian. The Cambridge Companion to Kafka (angol nyelven). Cambridge: Cambridge University Press (2001). ISBN 978-0-521-66391-5
- Rothkirchen, Livia. The Jews of Bohemia and Moravia: facing the Holocaust (angol nyelven). Lincoln, Nebraska: University of Nebraska Press (2005). ISBN 978-0-8032-3952-4
- The Book of the Month: Sixty Years of Books in American Life (angol nyelven). Boston: Little, Brown (1986). ISBN 0-316-10119-2
- Singer, Isaac Bashevis. A Friend of Kafka, and Other Stories (angol nyelven). New York: Farrar, Straus and Giroux (1970). ISBN 978-0-374-15880-4
- Sokel, Walter H.. The Myth of Power and the Self: Essays on Franz Kafka (angol nyelven). Detroit: Wayne State University Press (2001). ISBN 978-0-8143-2608-4
- Spector, Scott. Prague Territories: National Conflict and Cultural Innovation in Franz Kafka's Fin de Siècle (angol nyelven). Berkeley: University of California Press (2000). ISBN 978-0-520-23692-9
- Stach, Reiner. Kafka: The Decisive Years (angol nyelven). New York: Harcourt (2005). ISBN 978-0-15-100752-3
- Sussman, Henry. Franz Kafka: Geometrician of Metaphor (angol nyelven). Madison, Wisconsin: Coda Press (1979). ISBN 978-0-930956-02-8
- Wagenbach, Klaus: Kafka Prágája. Irodalmi útikalauz (ford. Czeglédi András), Atlantisz Könyvkiadó, Budapest, 2006 (Világváros), ISBN 9639165921
- Ziolkowski, Theodore. The Mirror of Justice: Literary Reflections of Legal Crisis (angol nyelven). Princeton, New Jersey: Princeton University Press (2003). ISBN 978-0-691-11470-5

### Folyóiratok
- Adams, Jeffrey (2002. szeptember 1.). „Orson Welles's "The Trial:" Film Noir and the Kafkaesque” (angol nyelven). College Literature, Literature and the Visual Arts, West Chester, Pennsylvania 29 (3). JSTOR 25112662.
- Aizenberg, Edna (1986. július 1.). „Kafkaesque Strategy and Anti-Peronist Ideology Martinez Estrada's Stories as Socially Symbolic Acts” (angol nyelven). Latin American Literary Review, Chicago 14 (28). JSTOR 20119426.
- Banakar, Reza (2010. február 1.). „In Search of Heimat: A Note on Franz Kafka's Concept of Law” (angol nyelven). Law and Literature, Berkeley, California 22 (2). DOI:10.2139/ssrn.1574870.
- Butler, Judith (2011. március 3.). „Who Owns Kafka” (angol nyelven). London Review of Books, London 33 (5). (Hozzáférés: 2017. április 8.)
- Corngold, Stanley (2011. február 1.). „Kafkas Spätstil/Kafka's Late Style: Introduction” (angol nyelven). Monatshefte, Madison, Wisconsin 103 (3). DOI:10.1353/mon.2011.0069.
- Dembo, Arinn (1996. június 1.). „Twilight of the Cockroaches: Bad Mojo Evokes Kafka So Well It'll Turn Your Stomach” (angol nyelven). Computer Gaming World, New York (143).
- Dodd, W. J. (1994). „Kafka and Dostoyevsky: The Shaping of Influence” (angol nyelven). Comparative Literature Studies, State College, Pennsylvania 31 (2). JSTOR 40246931.
- Durantaye, Leland de la (2007). „Kafka's Reality and Nabokov's Fantasy: On Dwarves, Saints, Beetles, Symbolism and Genius” (angol nyelven) (PDF). Comparative Literature 59 (4), 315. o. [2010. május 25-i dátummal az eredetiből archiválva]. DOI:10.1215/-59-4-315.http://isites.harvard.edu/fs/docs/icb.topic772297.files/Kafka%20and%20Nabokov.pdf
- Fichter, Manfred M. (1987. május 1.). „The Anorexia Nervosa of Franz Kafka” (angol nyelven). International Journal of Eating Disorders, Washington, D.C. 6 (3), 367. o, Kiadó: American Psychological Association. DOI:<367::AID-EAT2260060306>3.0.CO;2-W 10.1002/1098-108X(198705)6:3<367::AID-EAT2260060306>3.0.CO;2-W.
- Fichter, Manfred M. (1988. július 1.). „Franz Kafka's anorexia nervosa” (német nyelven). Fortschritte der Neurologie · Psychiatrie, München 56 (7), 231–8. o, Kiadó: Psychiatrische Klinik der Universität München. DOI:10.1055/s-2007-1001787. PMID 3061914.
- Fort, Jeff (2006. március 1.). „The Man Who Could Not Disappear” (angol nyelven). The Believer. (Hozzáférés: 2017. április 8.)
- Glen, Patrick J. (2007). „The Deconstruction and Reification of Law in Franz Kafka's Before the Law and The Trial” (angol nyelven) (PDF). Southern California Interdisciplinary Law Journal, Los Angeles 17 (23), Kiadó: University of Southern California. [2017. június 27-i dátummal az eredetiből archiválva]. (Hozzáférés: 2017. április 8.)
- Glen, Patrick J. (2011). „Franz Kafka, Lawrence Joseph, and the Possibilities of Jurisprudential Literature” (angol nyelven) (PDF). Southern California Interdisciplinary Law Journal, Los Angeles 21 (47), Kiadó: University of Southern California. (Hozzáférés: 2017. április 8.)
- Horton, Scott (2008. augusztus 19.). „In Pursuit of Kafka's Porn Cache: Six questions for James Hawes” (angol nyelven). Harper's Magazine. (Hozzáférés: 2017. április 8.)
- Hughes, Kenneth (1986. szeptember 1.). „Franz Kafka: An Anthology of Marxist Criticism” (angol nyelven). Monatshefte, Madison, Wisconsin 78 (2). JSTOR 30159253.
- Kavanagh, Thomas M. (1972. szeptember 1.). „Kafka's "The Trial": The Semiotics of the Absurd” (angol nyelven). Novel: A Forum on Fiction, Durham, North Carolina 5 (3), Kiadó: Duke University Press. DOI:10.2307/1345282. JSTOR 1345282.
- Kempf, Franz R. (2005. szeptember 1.). „Franz Kafkas Sprachen: "... in einem Stockwerk des innern babylonischen Turmes. .."” (angol nyelven). Shofar: an Interdisciplinary Journal of Jewish Studies, West Lafayette, Indiana 23 (4), 159. o, Kiadó: Purdue University Press. DOI:10.1353/sho.2005.0155.
- Keren, Michael (1993). „The 'Prague Circle' and the Challenge of Nationalism” (angol nyelven). History of European Ideas, Oxford 16 (1–3), 3. o, Kiadó: Pergamon Press. DOI:10.1016/S0191-6599(05)80096-8.
- Kundera, Milan (Hiba: Érvénytelen idő.). „Kafka's World” (angol nyelven). The Wilson Quarterly, Washington, D.C. 12 (5), Kiadó: The Woodrow Wilson International Center for Scholars. JSTOR 40257735.
- Lawson, Richard H. (1960. május 1.). „Ungeheueres Ungeziefer in Kafka's "Die Verwandlung"” (angol nyelven). The German Quarterly, Cherry Hill, New Jersey 33 (3), Kiadó: American Association of Teachers of German. JSTOR 402242.
- Leiter, Louis H. (1958). „A Problem in Analysis: Franz Kafka's 'A Country Doctor'” (angol nyelven). The Journal of Aesthetics and Art Criticism, Philadelphia 16 (3), Kiadó: American Society for Aesthetics. DOI:10.2307/427381.
- Luke, F. D. (1951. április 1.). „Kafka's "Die Verwandlung"” (angol nyelven). The Modern Language Review, Cambridge 46 (2). DOI:10.2307/3718565. JSTOR 3718565.
- McElroy, Bernard (1985. szeptember 1.). „The Art of Projective Thinking: Franz Kafka and the Paranoid Vision” (angol nyelven). Modern Fiction Studies, Cambridge 31 (2), 217. o. DOI:10.1353/mfs.0.0042.
- Panichas, George A. (2004. szeptember 1.). „Kafka's Afflicted Vision: A Literary-Theological Critique” (angol nyelven). Humanitas, Bowie, Maryland 17 (1–2), Kiadó: National Humanities Institute.
- Pérez-Álvarez, Marino (2003). „The Schizoid Personality of Our Time” (angol nyelven). International Journal of Psychology and Psychological Therapy, Almería, Spanyolország 3 (2).
- Rhine, Marjorie E. (Hiba: Érvénytelen idő.). „Untangling Kafka's Knotty Texts: The Translator's Prerogative?” (angol nyelven). Monatshefte, Madison, Wisconsin 81 (4). JSTOR 30166262.
- Sayer, Derek (1996). „The Language of Nationality and the Nationality of Language: Prague 1780–1920 – Czech Republic History” (angol nyelven). Past and Present, Oxford 153 (1), 164. o. DOI:10.1093/past/153.1.164.
- Sandbank, Shimon (1992). „After Kafka: The Influence of Kafka's Fiction” (angol nyelven). Penn State University Press, Oxford 29 (4). JSTOR 40246852.
- Sokel, Walter H. (1956. április 1.). „Kafka's "Metamorphosis": Rebellion and Punishment” (angol nyelven). Monatshefte, Madison, Wisconsin 48 (4). JSTOR 30166165.
- Steinhauer, Harry (1983. augusztus 1.). „Franz Kafka: A World Built on a Lie” (angol nyelven). The Antioch Review, Yellow Springs, Ohio 41 (4), 390. o. DOI:10.2307/4611280. JSTOR 4611280.
- Strelka, Joseph P. (Hiba: Érvénytelen idő.). „Kafkaesque Elements in Kafka's Novels and in Contemporary Narrative Prose” (angol nyelven). Comparative Literature Studies, State College, Pennsylvania 21 (4). JSTOR 40246504.
- Updike, John (2005. január 24.). „Subconscious Tunnels: Haruki Murakami's dreamlike new novel” (angol nyelven). (Hozzáférés: 2017. április 8.)

### Újságok
- Adler, Jeremy. „Stepping into Kafka's Head (regisztráció szükséges)”, New York Times Literary Supplement, 1995. október 13.. [2009. február 21-i dátummal az eredetiből archiválva] (Hozzáférés: 2017. április 8.) (angol nyelvű)
- Apel, Friedman. „Der Weg in die Ewigkeit führt abwärts / Roland Reuß kramt in Kafkas Zürauer Zetteln”, Frankfurter Allgemeine Zeitung , 2012. augusztus 28. (német nyelvű)
- Banville, John. „Franz Kafka's other trial / An allegory of the fallen man's predicament, or an expression of guilt at a tormented love affair?”, The Guardian , 2011. január 14. (Hozzáférés: 2017. április 8.) (angol nyelvű)
- Batuman, Elif. „Kafka's Last Trial”, The New York Times , 2010. szeptember 22. (Hozzáférés: 2017. április 8.) (angol nyelvű)
- Buehrer, Jack. „Battle for Kafka legacy drags on”, The Prague Post , 2011. március 9.. [2011. június 15-i dátummal az eredetiből archiválva] (Hozzáférés: 2017. április 8.) (angol nyelvű)
- Burrows, William. „Winter read: The Castle by Franz Kafka”, The Guardian , 2011. december 22. (Hozzáférés: 2017. április 8.) (angol nyelvű)
- Connolly, Kate. „Porn claims outrage German Kafka scholars”, The Guardian , 2008. augusztus 14. (Hozzáférés: 2017. április 8.) (angol nyelvű)
- Glass, Philip. „Adapting the Horrors of a Kafka Story To Suit Glass's Music”, Los Angeles Times , 2001. június 10. (Hozzáférés: 2017. április 8.) (angol nyelvű)
- Jeal, Erica. „The Commission/Café Kafka, Royal Opera/Opera North/Aldeburgh Music – review”, The Guardian , 2014. március 18. (Hozzáférés: 2017. április 8.) (angol nyelvű)
- Kakutani, Michiko. „Books of the Times; Kafka's Kafkaesque Love Letters”, The New York Times , 1988. április 2. (Hozzáférés: 2017. április 8.) (angol nyelvű)
- Kenley-Letts, Ruth. „Franz Kafka's "It's a Wonderful Life" (1993)”, The New York Times . [2011. május 20-i dátummal az eredetiből archiválva] (Hozzáférés: 2017. április 8.) (angol nyelvű)
- Kirsch, Adam. „America, 'Amerika'”, The New York Times , 2009. január 2. (Hozzáférés: 2017. április 8.) (angol nyelvű)
- Lerman, Antony. „The Kafka legacy: who owns Jewish heritage?”, The Guardian , 2010. július 22. (Hozzáférés: 2017. április 8.) (angol nyelvű)
- McCarthy, Rory. „Israel's National Library adds a final twist to Franz Kafka's Trial”, The Guardian , 2009. október 24. (Hozzáférés: 2017. április 8.) (angol nyelvű)
- McLellan, Dennis. „Patrick McGoohan dies at 80; TV's 'Secret Agent' and 'Prisoner'”, Los Angeles Times , 2009. január 15. (Hozzáférés: 2017. április 8.) (angol nyelvű)
- Metcalfe, Anna. „Small Talk: José Saramago”, Financial Times , 2009. december 5. (Hozzáférés: 2017. április 8.) (angol nyelvű)

- O'Connor, John J.. „McGoohan a Spy on 31”, The New York Times , 1987. június 4. (Hozzáférés: 2017. április 8.) (angol nyelvű)

- Palmer, R. Barton. Joel and Ethan Coen (angol nyelven). Urbana, Illinois: University of Illinois Press (2004). ISBN 0-252-07185-9

- Rizzulo. „The Royal Ballet's production of The Metamorphosis with Edward Watson in New York”, bachtrack , 2013. szeptember 23. (Hozzáférés: 2017. április 8.) (angol nyelvű)
- „Woman Must Relinquish Kafka Papers, Judge Says”, The New York Times , 2012. október 14. (Hozzáférés: 2017. április 8.) (angol nyelvű)
- Tran, Mark. „Lawyers Open Cache of Unpublished Kafka Manuscripts”, The Guardian , 2010. július 19. (Hozzáférés: 2017. április 8.) (angol nyelvű)

### Online források
- Bury, Liz. „Franz Kafka's Metamorphosis becomes Google doodle”, The Guardian, 2013. július 3. (Hozzáférés: 2017. április 8.) (angol nyelvű)
- Coker, Rachel: Kafka expert links teaching, research (angol nyelven). State University of New York — Binghamton, 2012. január 4. (Hozzáférés: 2017. április 8.)
- Ernst, Nathan: The Judgement (angol nyelven). The Modernismm Lab. Yale University, 2010. [2013. május 21-i dátummal az eredetiből archiválva]. (Hozzáférés: 2017. április 8.)
- Frenkel, Sheera: Kafka's Final Absurdist Tale Plays Out in Tel Aviv (angol nyelven). NPR, 2012. május 30. (Hozzáférés: 2017. április 8.)
- Ghosh, Pothik: A Note on Kafka and the Question of Revolutionary Subjectivity (angol nyelven). Hindu College – Delhi University via Radical Notes, 2009. március 13. [2010. október 24-i dátummal az eredetiből archiválva]. (Hozzáférés: 2017. április 8.)
- Horstkotte, Silke: Kunst und Künstlerverständnis in Kafkas "Josefine, die Sängering oder Das Volk der Mäuse" (német nyelven). Lipcsei Egyetem, 2009. (Hozzáférés: 2017. április 8.)
- Kafka, Franz: Franz Kafka Letter to his Father (angol nyelven). Kafka-Franz, 2012. [2011. július 13-i dátummal az eredetiből archiválva]. (Hozzáférés: 2017. április 8.)
- Keynes, Laura: Kafka's Dick (angol nyelven). Times Literary Supplement, 2005. augusztus 1. [2009. október 15-i dátummal az eredetiből archiválva]. (Hozzáférés: 2017. április 8.)
- Köhler, Manfred: Franz Kafka und Felice Bauer (german nyelven). Protemion, 2012. (Hozzáférés: 2017. április 8.)
- Kreis, Steven: Franz Kafka, 1883–1924 (angol nyelven). History Guide, 2006. február 28. (Hozzáférés: 2017. április 8.)
- Milner, Catherine. „If Kafka made the dinner ...”, The Telegraph , 2005. augusztus 27. (Hozzáférés: 2017. április 8.) (angol nyelvű)
- Miron, Dan: Sadness in Palestine (angol nyelven). Haaretz, 2008. november 24. [2008. december 1-i dátummal az eredetiből archiválva]. (Hozzáférés: 2017. április 8.)
- Ozorio, Anne: György Kurtág — Kafka Fragments, London (angol nyelven). Opera Today, 2010. november 18. (Hozzáférés: 2017. április 8.)
- Prinsky, Norman: Humn. 2002: World Humanities II. Notes and Questions on Franz Kafka's "The Metamorphosis" / "The Transformation" (angol nyelven). Augusta State University, 2002. [2003. november 29-i dátummal az eredetiből archiválva]. (Hozzáférés: 2017. április 8.)
- Rahn, Josh: Existentialism (angol nyelven). Online Literature, 2011. (Hozzáférés: 2017. április 8.)
- Rastalsky, Hartmut M.: The Referential Kafka (angol nyelven). University of Michigan, 1997. (Hozzáférés: 2017. április 8.)
- Samuelson, Arthur: A Kafka for the 21st Century (angol nyelven). Jewish Heritage. [2012. május 5-i dátummal az eredetiből archiválva]. (Hozzáférés: 2017. április 8.)
- Seubert, Harald: Bauer, Felice (német nyelven). Kulturportal-west-ost.eu. (Hozzáférés: 2017. április 8.) „Knochiges leeres Gesicht, das seine Leere offen trug. Freier Hals. Überworfene Bluse ... Fast zerbrochene Nase. Blondes, etwas steifes, reizloses Haar, starkes Kinn.”
- Stone, Peter H.: Gabriel Garcia Marquez, The Art of Fiction No. 69 (angol nyelven). The Paris Review. [2014. május 10-i dátummal az eredetiből archiválva]. (Hozzáférés: 2017. április 8.)
- „Allegory”, The Guardian, 1930. április 4. (Hozzáférés: 2017. április 8.) (angol nyelvű)
- Disappearing Act (angol nyelven). American Repertory Theatre, 2005. [2011. július 25-i dátummal az eredetiből archiválva]. (Hozzáférés: 2017. április 8.)
- Drama on BBC Radio 3, Kafka the Musical' (angol nyelven). BBC, 2012. (Hozzáférés: 2017. április 8.)
- Franz Kafka (cseh nyelven). The Research Library of South Bohemia in České Budějovice, 2011. (Hozzáférés: 2017. április 8.)
- Franz Kafka – Articles (angol nyelven). European Graduate School, 2012. [2012. október 27-i dátummal az eredetiből archiválva]. (Hozzáférés: 2017. április 8.)
- Franz Kafka – Biography (angol nyelven). European Graduate School, 2012. [2012. szeptember 15-i dátummal az eredetiből archiválva]. (Hozzáférés: 2017. április 8.)
- Franz Kafka and libertarian socialism (angol nyelven). Libertarian-Socialism, 2008. december 14. (Hozzáférés: 2017. április 8.)
- Franz Kafka Museum (angol nyelven). Franz Kafka Museum, 2005. [2012. augusztus 19-i dátummal az eredetiből archiválva]. (Hozzáférés: 2017. április 8.)
- The Franz Kafka Prize (angol nyelven). Franz Kafka Society, 2011. (Hozzáférés: 2017. április 8.)
- Franz Kafka: Tagebücher 1910–1923 – Kapitel 5 (német nyelven). Der Spiegel. Project Gutenberg — Spiegel Online, 1913. június 21. (Hozzáférés: 2017. április 8.) „Die ungeheure Welt, die ich im Kopfe habe. Aber wie mich befreien und sie befreien, ohne zu zerreißen. Und tausendmal lieber zerreißen, als in mir sie zurückhalten oder begraben. Dazu bin ich ja hier, das ist mir ganz klar.”
- Franz Kafka Writing (angol nyelven). Kafka-Franz, 2011. [2010. december 20-i dátummal az eredetiből archiválva]. (Hozzáférés: 2017. április 8.)
- Franz Kafka: writing of the system's despair and alienation (angol nyelven). Socialist Worker Online, 2007. március 17. [2015. október 3-i dátummal az eredetiből archiválva]. (Hozzáférés: 2017. április 8.)
- Faksimiles der Kafka-Drucke zu Lebzeiten (Zeitschriften und Zeitungen) (német nyelven). ITK Institute für Textkritik, 2008. (Hozzáférés: 2017. április 8.)
- Grete Bloch (német nyelven). S. Fischer Verlag. [2017. szeptember 9-i dátummal az eredetiből archiválva]. (Hozzáférés: 2017. április 8.)
- Kafka (angol nyelven). New York State Writer's Institute. State University of New York. (Hozzáférés: 2017. április 8.)
- Lothar Hempel (angol nyelven). Atlegerhardsen, 2002. [2011. július 17-i dátummal az eredetiből archiválva]. (Hozzáférés: 2017. április 8.)
- Musils 'Mann ohne Eigenschaften' ist "wichtigster Roman des Jahrhunderts" (német nyelven). LiteraturHaus, 1999. [2009. február 21-i dátummal az eredetiből archiválva]. (Hozzáférés: 2017. április 8.)
- Orson Welles on The Trial (BBC interview) (angol nyelven). Welles Net, 1962. (Hozzáférés: 2017. április 8.)
- Oxford Kafka Research Centre (angol nyelven). University of Oxford, 2012. (Hozzáférés: 2017. április 8.)
- Poul Ruders Biography – 06/2005 (angol nyelven). Poul Ruders, 2005. június 1. [2012. február 4-i dátummal az eredetiből archiválva]. (Hozzáférés: 2017. április 8.)
- Solving a Literary Mystery (angol nyelven). Kafka Project, San Diego State University, 2012. (Hozzáférés: 2017. április 8.)
- Sound Interpretations — Dedication To Franz Kafka (angol nyelven). HAZE Netlabel, 2012. [2012. október 9-i dátummal az eredetiből archiválva]. (Hozzáférés: 2017. április 8.)
- Who is citizen? Guide to Czech citizenship in 1918 – 1949 (angol nyelven). Embassy of the Czech Republic in Tel Aviv, 2012. október 25. (Hozzáférés: 2017. április 8.)

### Magyarul
- Tillmann J. A. : A törvény tükörkapujában. Kísérlet Kafka Legendájáról
- Franz Kafka a PORT.hu-n (magyarul) (magyarul)
- Franz Kafka – életrajz (magyarul)
- Pók Lajos: Kafka világa. Bp., Európa Könyvkiadó, 1981. ISBN 963-07-2310-7
- Sükösd Mihály: Franz Kafka. Bp., Gondolat Könyvkiadó, 1965.